# Galileu Galilei
Galileo di Vincenzo Bonaulti de Galilei (Pisa, 15 de fevereiro de 1564 – Arcetri, 8 de janeiro de 1642), mais conhecido como Galileu Galilei, foi um astrônomo, físico e engenheiro florentino, às vezes descrito como polímata. Frequentemente é referenciado como "pai da astronomia observacional", "pai da física moderna", "pai do método científico" e "pai da ciência moderna".
Galileu estudou o princípio da relatividade e fenômenos como a rapidez e a velocidade, a gravidade e a queda livre, a inércia e o movimento de projéteis, mas também trabalhou em ciência e tecnologia aplicadas. Nesse âmbito, ele descreveu as propriedades de pêndulos e "balanços hidrostáticos", inventou o termoscópio e várias bússolas militares, e usou o telescópio para observações científicas de objetos celestes. Suas contribuições à astronomia observacional incluem a confirmação visual das fases de Vênus, a observação dos quatro maiores satélites de Júpiter, a observação dos anéis de Saturno e a análise das manchas solares.
Galileu defendeu os controversos heliocentrismo e copernicanismo, quando a maioria adotava modelos geocêntricos, como o sistema ticônico (combinação dos sistemas Copernicano e Ptolemaico). Ele teve a oposição de astrônomos, que duvidavam do heliocentrismo por conta da ausência da observação de uma paralaxe estelar. O assunto foi então investigado em 1615 pela igreja através da Inquisição Romana, que concluiu que o tema era "tolo e absurdo em filosofia e formalmente herético, pois contradiz explicitamente em muitos lugares o sentido da Sagrada Escritura".
Mais tarde, Galileu defendeu suas opiniões no Diálogo sobre os Dois Principais Sistemas Mundiais (1632), que parecia atacar o papa Urbano VIII e, assim, alienou-o dos jesuítas, que até então o haviam apoiado. Foi julgado pela Inquisição, considerado "veementemente suspeito de heresia" e forçado a se retratar, e passou o resto de sua vida em prisão domiciliar. Enquanto estava preso, escreveu a obra Duas Novas Ciências, na qual resumiu o trabalho feito, cerca de quarenta anos antes, nas duas ciências atualmente designadas cinemática e força dos materiais.

## Início da vida e família

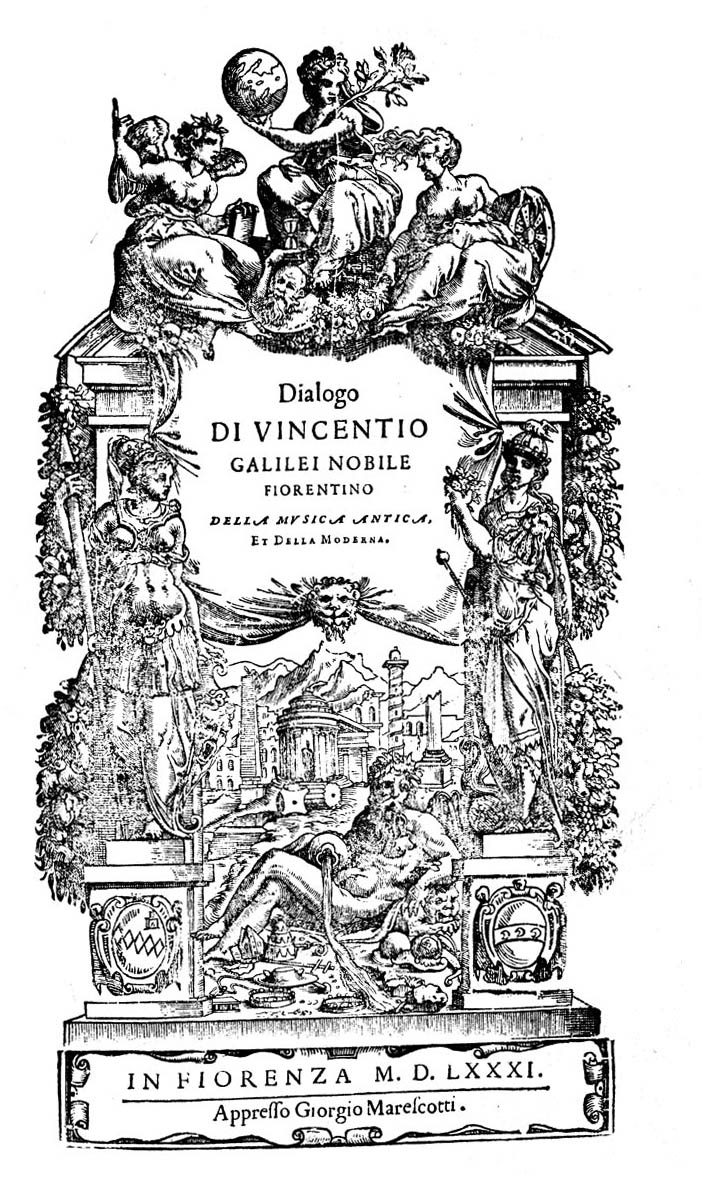
Della musica antica et della moderna, de Vincenzo Galilei, 1581

Galileu nasceu em Pisa, então parte do Ducado de Florença, na Península Itálica, em 15 de fevereiro de 1564, como o primeiro dos seis filhos de Vincenzo Galilei, um lutenista, compositor e teórico musical, e Giulia (née Ammannati), que se haviam casado em 1562. Galileu tornou-se um lutenista talentoso e, desde cedo, teria aprendido com o pai um ceticismo em relação às autoridades estabelecidas.
Quando Galileu Galilei tinha oito anos, sua família se mudou para Florença, mas ele ficou com um tutor, Jacopo Borghini, por dois anos. Ele foi educado de 1575 a 1578 na Abadia de Vallombrosa, a cerca de trinta quilômetros ao sudeste de Florença.

### Nome
Galileu costumava referir-se a si mesmo apenas pelo seu primeiro nome. Na época, os sobrenomes eram opcionais na Itália, e seu nome próprio tinha a mesma origem que seu nome de família, Galilei. Esse seu sobrenome deriva, em última análise, de um ancestral, Galileo Bonaiuti, um importante médico, professor e político em Florença no século XV. Galileu Bonaiuti foi enterrado na Basílica de Santa Cruz, em Florença, a mesma igreja onde, cerca de duzentos anos mais tarde, seu descendente mais famoso, Galileu Galilei, também foi enterrado.
Quando referia-se a si mesmo com mais de um nome, por vezes o fazia com o nome "Galileo Galilei Linceo", uma referência à Academia de Lincei, uma organização pró-ciência de elite na Itália, da qual era membro. Era comum as famílias da Toscana de meados do século XVI nomearem o filho mais velho com o sobrenome dos pais. Portanto, Galileu Galilei não recebeu necessariamente o nome de seu ancestral Galileo Bonaiuti. O nome italiano masculino "Galileu" (daí o sobrenome "Galilei") deriva do latim "Galilæus", que significa "Galiléia", uma região biblicamente significativa no norte de Israel.
As raízes bíblicas do nome e sobrenome de Galileu se tornariam objeto de um famoso trocadilho. Em 1614, durante o caso Galileu, um dos oponentes de Galileu, o padre dominicano Tommaso Caccini, proferiu contra Galileu um sermão controverso e influente em que citou o versículo bíblico de Atos 1:11: "Vocês, homens da Galileia, por que estão olhando para o céu?".

### Filhos

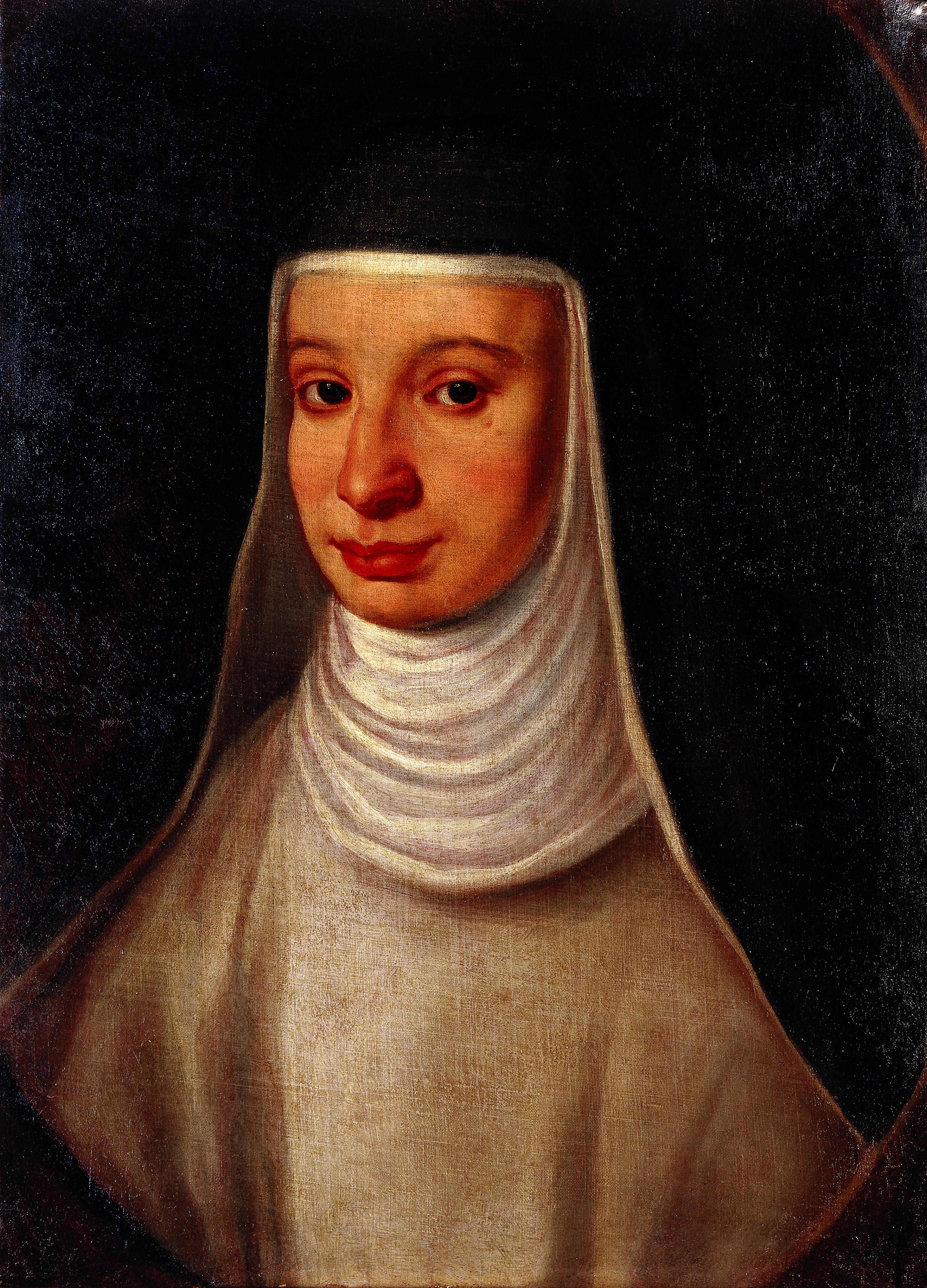
A filha mais velha de Galileu, Virginia, era particularmente dedicada ao pai

Apesar de ter sido um devoto católico romano, Galileu foi pai de três filhos fora do casamento, com Marina Gamba. Eles tiveram duas filhas, Virginia (nascida em 1600) e Livia (nascida em 1601), e um filho, Vincenzo (nascido em 1606).
Por causa de seu nascimento ilegítimo, o pai considerou que as meninas jamais conseguiriam se casar, e que potencialmente elas seriam pivô de problemas – na forma da necessidade de apoio financeiro contínuo ou de dotes proibitivamente caros – semelhantemente aos extensos problemas financeiros que Galileu experimentou com duas de suas irmãs. Logo, sua única alternativa viável era a vida religiosa. As duas meninas foram aceitas pelo convento de San Matteo, em Arcetri, e permaneceram lá pelo resto de suas vidas.
Virginia recebeu o nome de Maria Celeste ao entrar no convento. Ela morreu em 2 de abril de 1634 e está enterrada com Galileu na Basílica de Santa Cruz. Lívia adotou o nome de Arcangela e viveu doente a maior parte de sua vida. Mais tarde, Vincenzo foi legitimado como herdeiro legal de Galileu e casou-se com Sestilia Bocchineri.

## Carreira como cientista
Embora Galileu tenha considerado seriamente o sacerdócio quando jovem, a pedido de seu pai ele se matriculou, em 1580, na Universidade de Pisa para obter um diploma de medicina. Em 1581, quando estava estudando medicina, ele notou um candelabro oscilante, que, empurrado por correntes de ar, balançava em arcos ora maiores, ora menores.  Em comparação com o seu próprio batimento cardíaco, parecia a ele que o lustre levava a mesma quantidade de tempo para girar para frente e para trás, não importando o quão longe estivesse balançando. Quando voltou para casa, montou dois pêndulos de igual comprimento e balançou um com uma grande amplitude e o outro com um pequeno alcance e descobriu que eles oscilavam em sincronia. Não foi até o trabalho de Christiaan Huygens, quase cem anos depois, que a natureza tautocrônica de um pêndulo oscilante foi usada para criar um relógio preciso. Até esse ponto, Galileu havia sido deliberadamente mantido longe da matemática, pois um médico tinha uma renda mais alta que um matemático. No entanto, depois de assistir acidentalmente a uma palestra sobre geometria, ele convenceu seu relutante pai a deixá-lo estudar matemática e filosofia natural em vez de medicina. Ele criou um termoscópio, um precursor do termômetro, e, em 1586, publicou um pequeno livro sobre o projeto de uma balança hidrostática que ele havia inventado (o que o levou à atenção do mundo acadêmico). Galileu também estudou disegno, um termo que englobava belas artes e, em 1588, obteve o cargo de instrutor na Accademia delle Arti del Disegno, em Florença, ensinando perspectiva e chiaroscuro. Inspirado na tradição artística da cidade e nas obras dos artistas renascentistas, Galileu adquiriu uma mentalidade estética. Enquanto jovem professor na Accademia, iniciou uma amizade, que carregaria para o resto da vida, com o pintor florentino Cigoli, que incluiu as observações lunares de Galileu em uma de suas pinturas.
Em 1589, ele foi nomeado para a cátedra de matemática em Pisa. Em 1591, seu pai morreu e ele foi encarregado dos cuidados de seu irmão mais novo, Michelagnolo. Em 1592, ele se mudou para a Universidade de Pádua, onde ensinou geometria, mecânica e astronomia até 1610. Durante esse período, Galileu fez descobertas significativas tanto em pesquisa fundamental (por exemplo, na cinemática do movimento e na astronomia), quanto em ciência aplicada (por exemplo, resistência dos materiais e como pioneiro do telescópio). Seus múltiplos interesses incluíam o estudo da astrologia, que na época era uma disciplina ligada aos estudos de matemática e astronomia.

### Métodos científicos
Galileu fez contribuições originais para a ciência do movimento por meio de uma combinação inovadora de experimentos e matemática. Mais típicos da ciência na época eram os estudos qualitativos de William Gilbert, sobre magnetismo e eletricidade. O pai de Galileu, Vincenzo Galilei, um lutenista e teórico da música, realizou experimentos estabelecendo talvez a mais antiga relação não linear conhecida na física: para uma corda esticada, o tom varia como a raiz quadrada da tensão. Essas observações se enquadram no quadro da tradição musical pitagórica, bem conhecida pelos fabricantes de instrumentos, que inclui o fato de que subdividir uma corda por um número inteiro produz uma escala harmoniosa. Assim, uma quantidade limitada de matemática relacionava música e ciências físicas há muito tempo e o jovem Galileu pôde ver as observações de seu próprio pai expandir essa tradição.
Galileu foi um dos primeiros pensadores modernos a afirmar claramente que as leis da natureza são matemáticas. Em Il Saggiatore, ele escreveu "A filosofia está escrita neste grande livro, o universo ... Está escrito na linguagem da matemática e seus caracteres são triângulos, círculos e outras figuras geométricas; ... ". Suas análises matemáticas são um desenvolvimento adicional de uma tradição empregada pelos filósofos naturais escolásticos tardios, que Galileu aprendeu quando ele estudou filosofia.
Galileu mostrou uma apreciação moderna pela relação adequada entre matemática, física teórica e física experimental. Ele entendeu a parábola, tanto em termos de seções cônicas quanto em termos das ordenadas (y) variando como o quadrado da abcissa (x). Galileu afirmou ainda que a parábola era a trajetória teoricamente ideal de um projétil uniformemente acelerado na ausência de resistência do ar ou de outros distúrbios. Ele admitiu que há limites para a validade dessa teoria, observando, com base teórica, que uma trajetória de projétil de tamanho comparável ao da Terra não poderia ser uma parábola, mas mesmo assim ele manteve que, para distâncias até o alcance da artilharia de sua época, o desvio da trajetória de um projétil de uma parábola seria muito pequeno.

### Astronomia

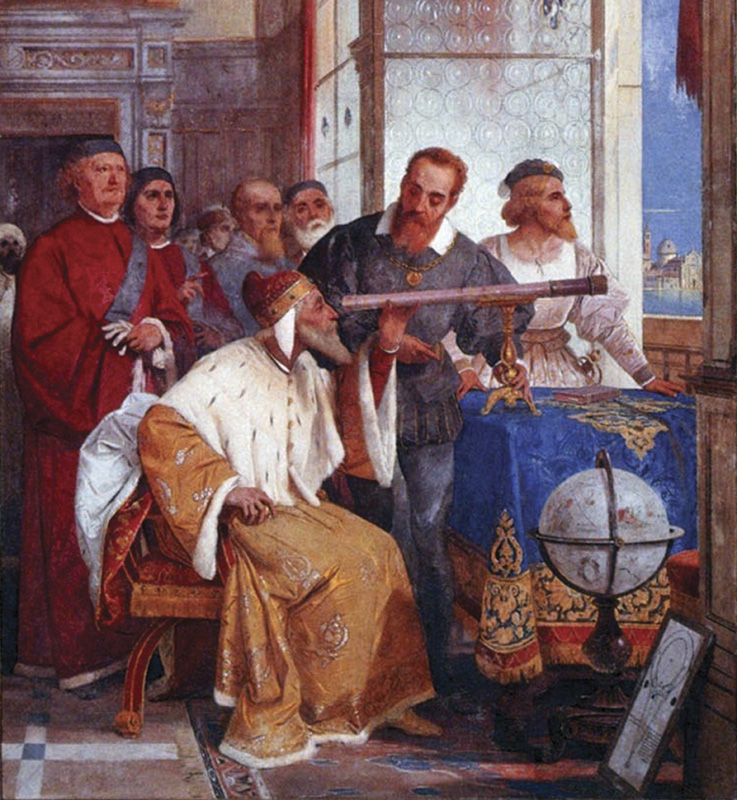
Galileu mostra ao Doge de Veneza como usar o telescópio (afresco de Giuseppe Bertini)

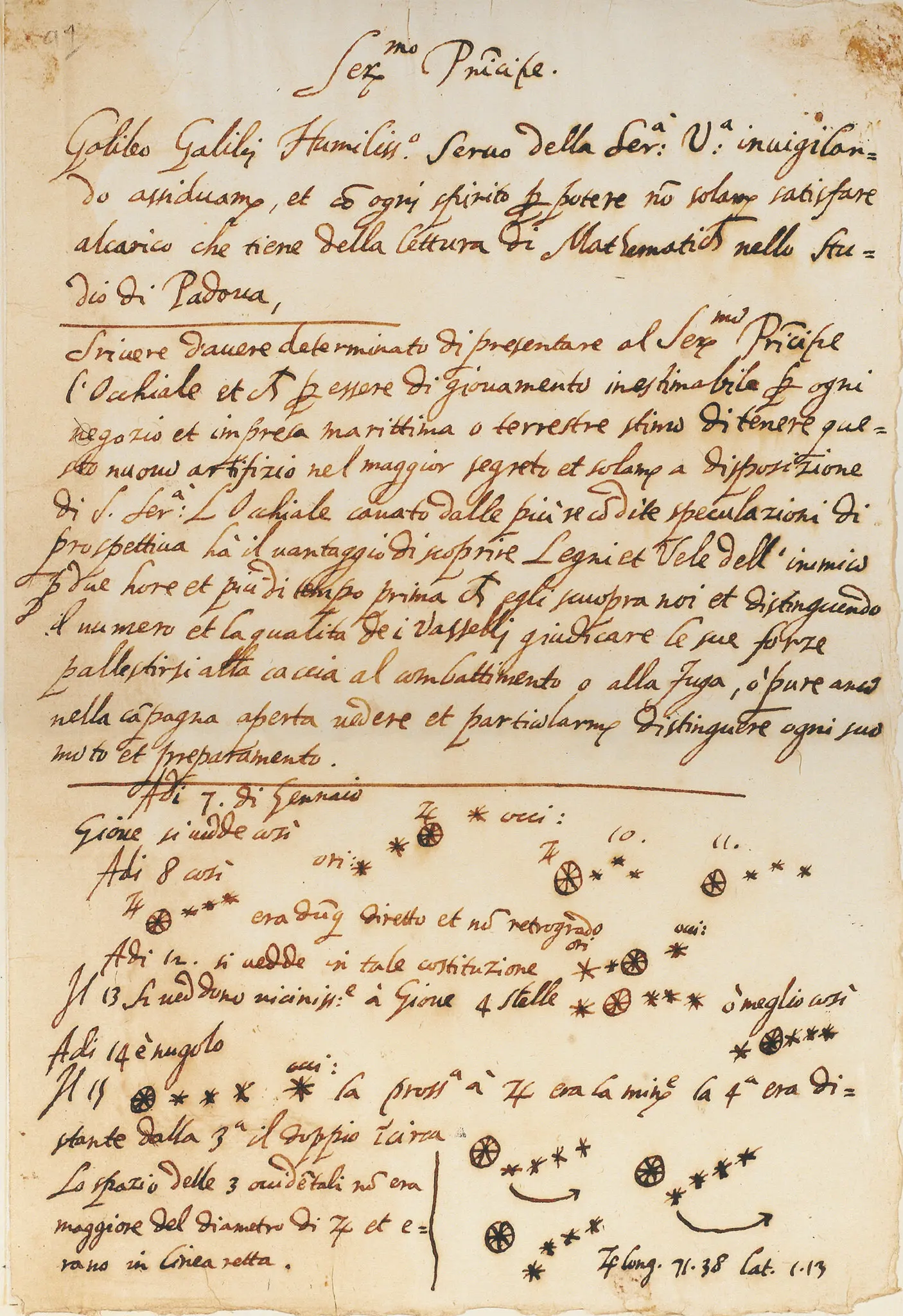
Foi nesta página que Galileu registrou pela primeira vez uma observação das luas de Júpiter, o que perturbou a noção de que todos os corpos celestes devem girar em torno da Terra. Galileu publicou uma descrição completa em Sidereus Nuncius, em março de 1610

As fases de Vênus, observadas por Galileu em 1610

Baseado apenas em descrições incertas do primeiro telescópio prático que Hans Lippershey tentou patentear na Holanda em 1608, Galileu, no ano seguinte, fez um telescópio com ampliação de cerca de três vezes. Mais tarde, ele criou versões aprimoradas com ampliação de até trinta vezes. Com um telescópio refractor, o observador podia ver imagens ampliadas e retas na Terra - o que geralmente é conhecido como telescópio terrestre ou luneta. Ele também poderia usá-lo para observar o céu; por um tempo ele foi um dos que conseguiram construir telescópios bons o suficiente para esse fim. Em 25 de agosto de 1609, ele demonstrou um de seus primeiros telescópios, com uma ampliação de cerca de oito ou nove vezes, aos legisladores venezianos. Seus telescópios também eram uma linha lateral lucrativa para Galileu, que os vendia a comerciantes que os consideravam úteis no mar e como itens de troca. Ele publicou suas observações astronômicas telescópicas iniciais em março de 1610 em um breve tratado intitulado Sidereus Nuncius (Mensageiro Estrelado).

#### Supernova de Kepler
Tycho e outros observaram uma supernova de 1572. A carta de Ottavio Brenzoni, de 15 de janeiro de 1605, a Galileu trouxe a supernova de 1572 e a nova menos brilhante de 1601 ao conhecimento de Galileu. Galileu observou e discutiu a supernova de Kepler em 1604. Como essas novas estrelas não exibiam paralaxe diurna detectável, Galileu concluiu que eram estrelas distantes e, portanto, refutou a crença aristotélica na imutabilidade dos céus.

#### As luas de Júpiter
Em 7 de janeiro de 1610, Galileu observou com seu telescópio o que ele descreveu na época como "três estrelas fixas, totalmente invisíveis por sua pequenez", todas próximas a Júpiter e em uma linha reta através dele. Observações nas noites subsequentes mostraram que as posições dessas "estrelas" em relação a Júpiter estavam mudando de uma maneira que seria inexplicável se fossem realmente estrelas fixas . Em 10 de janeiro, Galileu observou que uma delas havia desaparecido, uma observação que ele atribuiu ao fato de estar escondida atrás de Júpiter. Dentro de alguns dias, ele concluiu que elas estavam orbitando Júpiter: ele havia descoberto três das quatro maiores luas de Júpiter. Ele descobriu a quarta lua em 13 de janeiro. Galileu nomeou o grupo das quatro estrelas mediceanas, em homenagem a seu futuro patrono, Cosme II de Médici, grão-duque da Toscana, e os três irmãos de Cosimo. Mais tarde, os astrônomos os renomearam como satélites galileus em homenagem a seu descobridor. Esses satélites foram descobertos independentemente por Simon Marius em 8 de janeiro de 1610 e agora são chamados Io, Europa, Ganymede e Callisto, os nomes dados por Marius em sua obra Mundus Iovialis publicada em 1614.
As observações de Galileu sobre os satélites de Júpiter causaram uma revolução na astronomia: um planeta com planetas menores em órbita não estava em conformidade com os princípios da cosmologia aristotélica, que sustentava que todos os corpos celestes deveriam circular a Terra e muitos astrônomos e filósofos inicialmente se recusaram a acreditar que Galileu poderia ter descoberto uma coisa dessas. Suas observações foram confirmadas pelo observatório de Cristóvão Clávio e ele recebeu boas-vindas de um herói quando visitou Roma em 1611. Galileu continuou a observar os satélites nos dezoito meses seguintes e em meados de 1611, ele havia obtido estimativas extraordinariamente precisas para seus períodos - um feito que Kepler julgara impossível.

#### Vênus, Saturno e Netuno
Desde setembro de 1610, Galileu observou que Vênus exibia um conjunto completo de fases semelhantes às da Lua. O modelo heliocêntrico do Sistema Solar desenvolvido por Nicolaus Copernicus previa que todas as fases seriam visíveis, uma vez que a órbita de Vênus ao redor do Sol faria com que seu hemisfério iluminado ficasse de frente para a Terra quando estava no lado oposto do Sol e se afastasse da Terra quando estava no lado terrestre do Sol. Por outro lado, no modelo geocêntrico de Ptolomeu, era impossível para qualquer das órbitas dos planetas cruzar a concha esférica que carregava o Sol. Tradicionalmente, a órbita de Vênus era colocada inteiramente no lado mais próximo do Sol, onde só podia exibir fases crescentes e novas. No entanto, também era possível colocá-lo inteiramente no lado mais distante do Sol, onde ele exibia apenas fases gibosas e cheias. Após as observações telescópicas de Galileu das fases crescente, gibosa e cheia de Vênus, o modelo ptolomaico tornou-se insustentável. Assim, no início do século XVII, como resultado de sua descoberta, a grande maioria dos astrônomos se converteu em um dos vários modelos planetários geo-heliocêntricos, como o modelo capelano.
Galileu observou o planeta Saturno e, a princípio, confundiu seus anéis com planetas, pensando que era um sistema de três corpos. Quando ele observou o planeta mais tarde, os anéis de Saturno estavam diretamente orientados na Terra, fazendo-o pensar que dois dos corpos haviam desaparecido. Os anéis reapareceram quando ele observou o planeta em 1616, confundindo-o ainda mais.
Galileu também observou o planeta Netuno em 1612. Ele aparece em seus cadernos como uma das muitas estrelas escuras não observáveis. Ele não percebeu que era um planeta, mas notou seu movimento em relação às estrelas antes de perdê-lo de vista.

#### Manchas solares

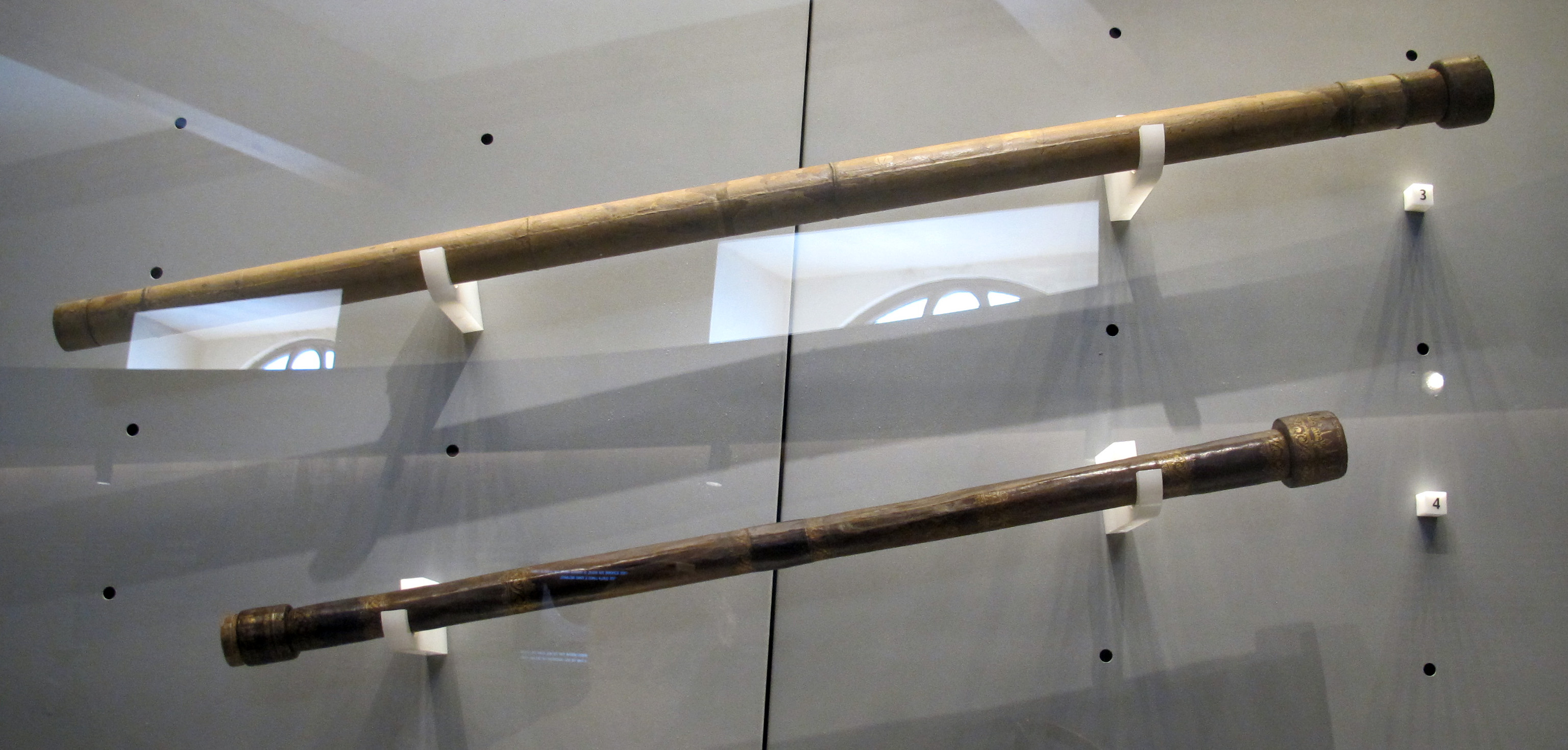
O telescópio "cannocchiali" de Galileu no Museo Galileo, Florença

Galileu fez estudos a olho nu e telescópicos de manchas solares. Sua existência levantou outra dificuldade com a perfeição imutável dos céus, como postulado na física celestial aristotélica ortodoxa. Uma aparente variação anual em suas trajetórias, observada por Francesco Sizzi e outros em 1612-1613, também forneceu um argumento poderoso contra o sistema ptolemaico e o sistema geoheliocêntrico de Tycho Brahe.

#### Lua

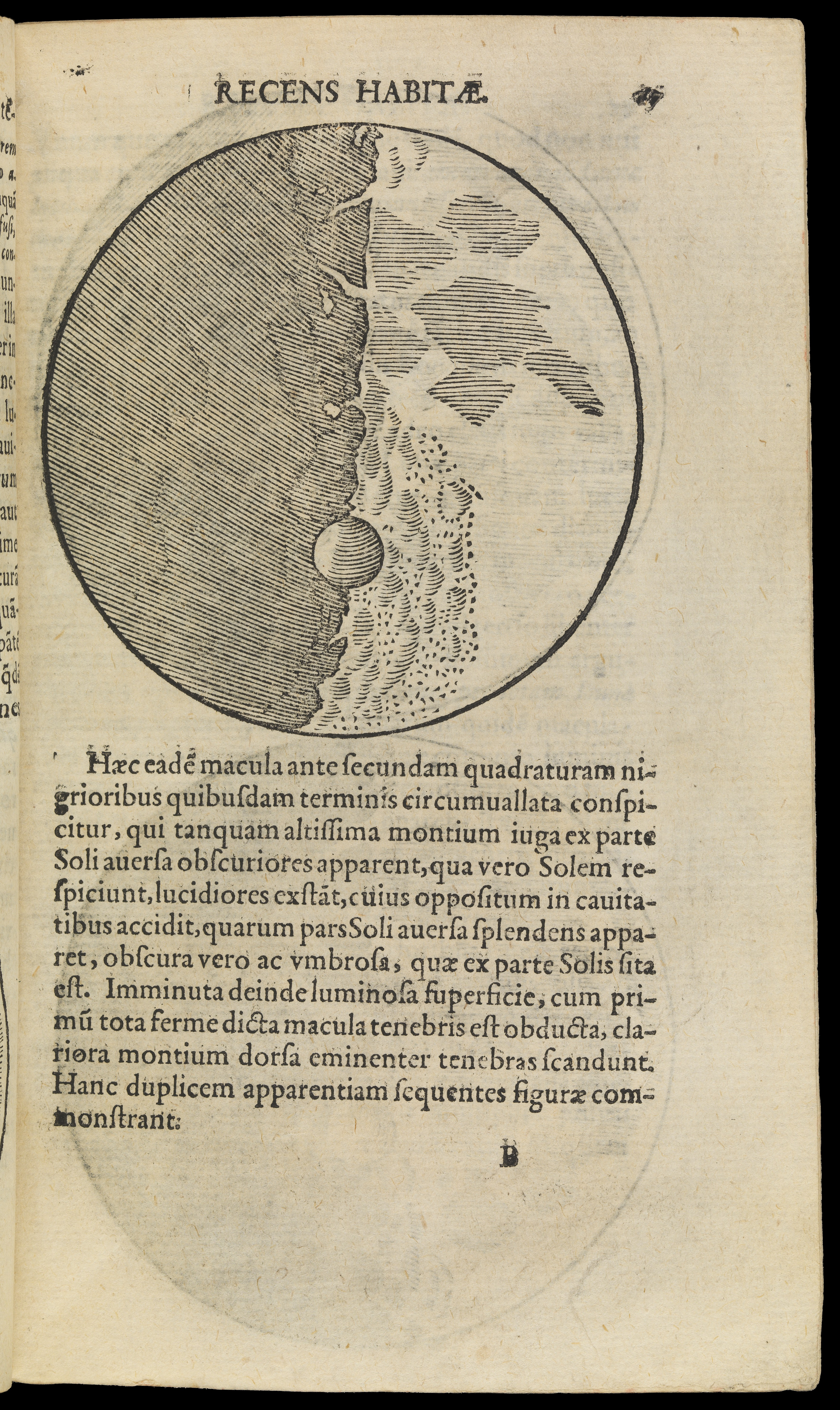
Ilustrações da Lua feitas por Galileu em Sidereus, Nuncius, publicado em Veneza em 1610

Em 30 de novembro de 1609, Galileu apontou seu telescópio para a Lua. Apesar de não ser a primeira pessoa a observar a Lua através de um telescópio (o matemático inglês Thomas Harriot já havia feito isso quatro meses antes, mas apenas viu uma "mancha estranha"), Galileu foi o primeiro a deduzir a causa da desigual como a oclusão de luz das montanhas e crateras lunares. Em seu estudo, ele também fez gráficos topográficos, estimando as alturas das montanhas. A Lua não era uma esfera translúcida e perfeita como se acreditava e como afirmava Aristóteles, e dificilmente era o primeiro "planeta", uma "pérola eterna que ascenderia magnificamente ao império celestial", como proposto por Dante. Às vezes, Galileu é creditado com a descoberta da libração lunar na latitude em 1632, embora Thomas Harriot ou William Gilbert possam ter feito isso antes.

#### Via Láctea e estrelas
Galileu observou a Via Láctea, que antes se acreditava ser uma nebulosa, e descobriu que era uma multidão de estrelas tão densas que pareciam nuvens quando vistas a partir da Terra. Ele localizou muitas outras estrelas muito distantes para serem visíveis a olho nu e observou a estrela dupla Mizar na Ursa Maior em 1617.
No Mensageiro Estrelado, Galileu relatou que as estrelas apareciam como meras labaredas de luz, essencialmente inalteradas na aparência pelo telescópio, e as comparavam aos planetas, que o telescópio revelou ser discos. Porém, pouco depois, em Cartas sobre Manchas Solares, ele relatou que o telescópio revelou que as formas das estrelas e dos planetas eram "bastante redondas". Desse ponto em diante, ele continuou relatando que os telescópios mostravam a redondeza das estrelas e que as estrelas vistas através do telescópio mediam alguns segundos de arco de diâmetro. Ele também criou um método para medir o tamanho aparente de uma estrela sem um telescópio. Conforme descrito em seu Diálogo sobre os Dois Principais Sistemas Mundiais, seu método era pendurar uma corda fina em sua linha de visão da estrela e medir a distância máxima a partir da qual a estrela seria totalmente obscurecida. A partir de suas medições dessa distância e da largura da corda, ele conseguiu calcular o ângulo subtendido pela estrela em seu ponto de observação.
Em seu Diálogo, ele relatou que havia encontrado o diâmetro aparente de uma estrela de primeira grandeza não mais do que cinco para ser arco-segundos, e que de um de sexta magnitude em cerca de 5/6 segundos de arco. Como a maioria dos astrônomos de sua época, Galileu não reconheceu que os tamanhos aparentes de estrelas que ele mediu eram espúrios, causados por difração e distorção atmosférica, e não representavam os verdadeiros tamanhos de estrelas. No entanto, os valores de Galileu eram muito menores do que as estimativas anteriores dos tamanhos aparentes das estrelas mais brilhantes, como as feitas por Tycho Brahe, e permitiram que Galileu contivesse argumentos anti-copernicanos, como os feitos por Tycho, de que essas estrelas teriam que ser absurdamente grandes para que suas paralaxes anuais sejam indetectáveis. Outros astrônomos como Simon Marius, Giovanni Battista Riccioli e Martinus Hortensius fizeram medições semelhantes de estrelas, e Marius e Riccioli concluíram que os tamanhos menores não eram pequenos o suficiente para responder ao argumento de Tycho.

### Engenharia

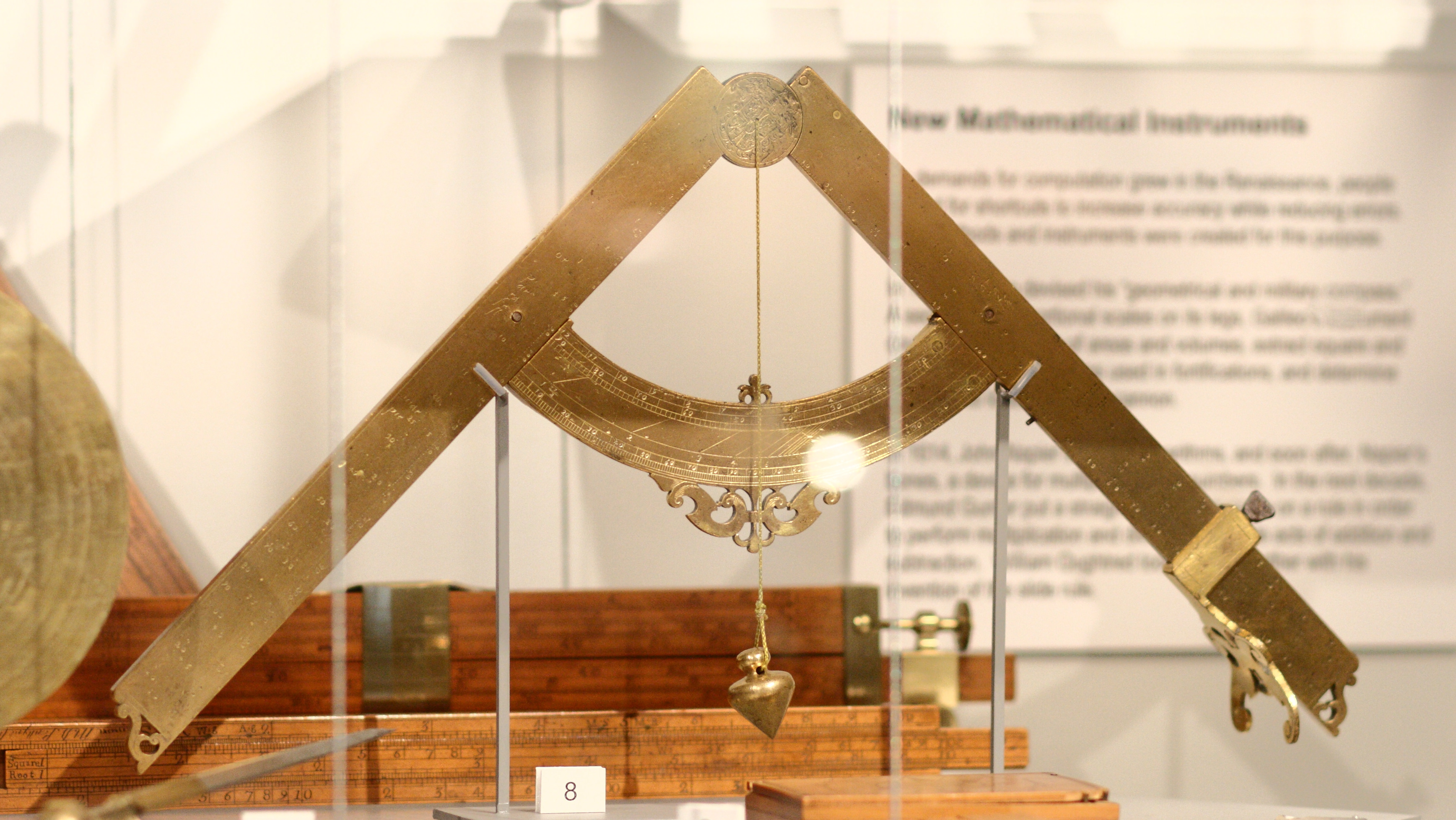
Bússola geométrica e militar de Galileu, pensada para ter sido feita c. 1604, por seu fabricante de instrumentos pessoais Marc'Antonio Mazzoleni

Galileu fez uma série de contribuições para o que hoje é conhecido como engenharia, distinta da física pura. Entre 1595 e 1598, Galileu concebeu e melhorou uma bússola geométrica e militar adequada para uso por artilheiros e topógrafos. Isto expandiu os instrumentos anteriores projetados por Niccolò Tartaglia e Guidobaldo del Monte. Para os atiradores, ofereceu, além de uma maneira nova e segura de elevar os canhões com precisão, uma maneira de calcular rapidamente a carga de pólvora para balas de canhão de diferentes tamanhos e materiais. Como instrumento geométrico, permitiu a construção de qualquer polígono regular, o cálculo da área de qualquer polígono ou setor circular e uma variedade de outros cálculos. Sob a direção de Galileu, o fabricante de instrumentos Marc'Antonio Mazzoleni produziu mais de 100 dessas bússolas, que Galileu vendeu (junto com um manual de instruções que ele escreveu) por 50 liras e ofereceu um curso de instrução no uso das bússolas por 120 liras.

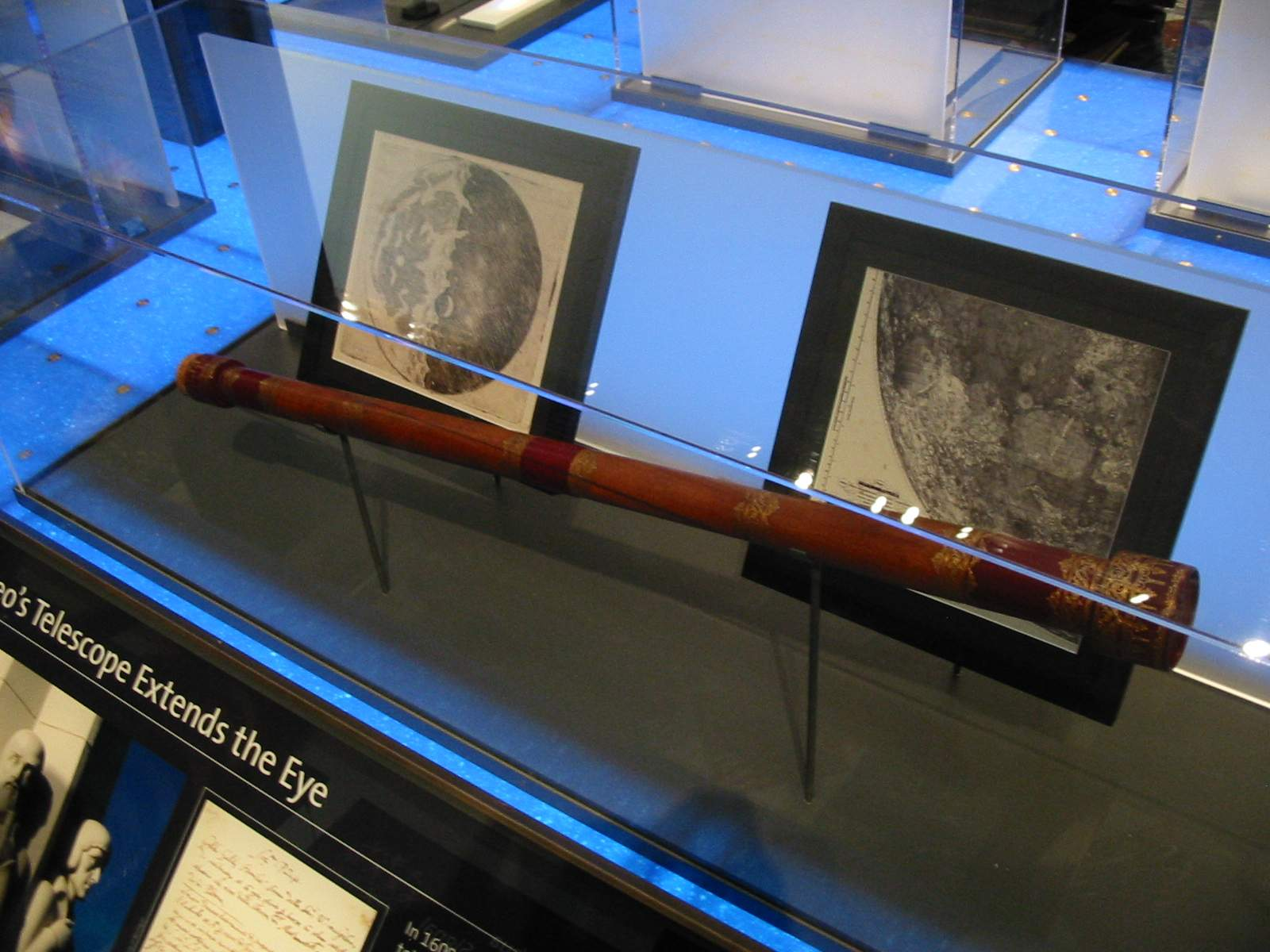
Uma réplica do telescópio sobrevivente mais antigo atribuído a Galileu Galilei, em exibição no Observatório Griffith

Em 1609, Galileu foi, juntamente com o inglês Thomas Harriot e outros, um dos primeiros a usar um telescópio refrator como instrumento para observar estrelas, planetas ou luas. O nome "telescópio" foi cunhado para o instrumento de Galileu por um matemático grego, Giovanni Demisiani, em um banquete realizado em 1611 pelo príncipe Federico Cesi para fazer de Galileu um membro de sua Accademia dei Lincei. Em 1610, ele usou um telescópio a curta distância para ampliar as partes de insetos. Em 1624, Galileu havia usado um microscópio composto. Ele entregou um desses instrumentos ao cardeal Zollern em maio daquele ano para apresentação ao duque da Baviera e, em setembro, enviou outro ao príncipe Cesi. Os linceanos desempenharam novamente um papel ao nomear o "microscópio" um ano depois, quando o colega Giovanni Faber cunhou a palavra para a invenção de Galileu a partir das palavras gregas μικρόν (mícron) que significa "pequeno" e σκοπεῖν (skopein) "olhar para". A palavra deveria ser análoga a "telescópio". Ilustrações de insetos feitas com um dos microscópios de Galileu e publicadas em 1625, parecem ter sido a primeira documentação clara do uso de um microscópio composto.
Em 1612, tendo determinado os períodos orbitais dos satélites de Júpiter, Galileu propôs que, com um conhecimento suficientemente preciso de suas órbitas, alguém pudesse usar suas posições como um relógio universal, o que tornaria possível a determinação da longitude. Ele trabalhou nesse problema de tempos em tempos durante o resto de sua vida, mas os problemas práticos eram graves. O método foi aplicado com sucesso por Giovanni Domenico Cassini em 1681 e mais tarde foi amplamente utilizado para grandes levantamentos de terra; esse método, por exemplo, foi usado para analisar a França e, mais tarde, por Zebulon Pike, o centro-oeste dos Estados Unidos, em 1806. Para a navegação marítima, onde as observações telescópicas delicadas eram mais difíceis, o problema da longitude acabou exigindo o desenvolvimento de um cronômetro marinho portátil prático, como o de John Harrison.
Galileu foi convidado em várias ocasiões para aconselhar sobre esquemas de engenharia para aliviar as inundações nos rios. Em 1630, Mario Guiducci provavelmente foi fundamental para garantir que ele fosse consultado por Bartolotti sobre um plano para cortar um novo canal para o rio Bisenzio, perto de Florença.

### Física

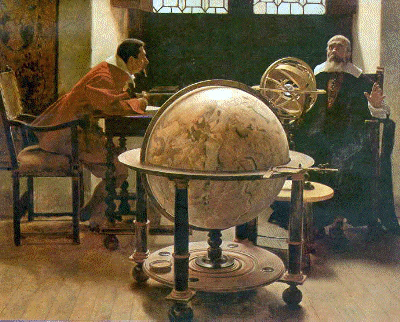
Galileu e Viviani, 1892, Tito Lessi

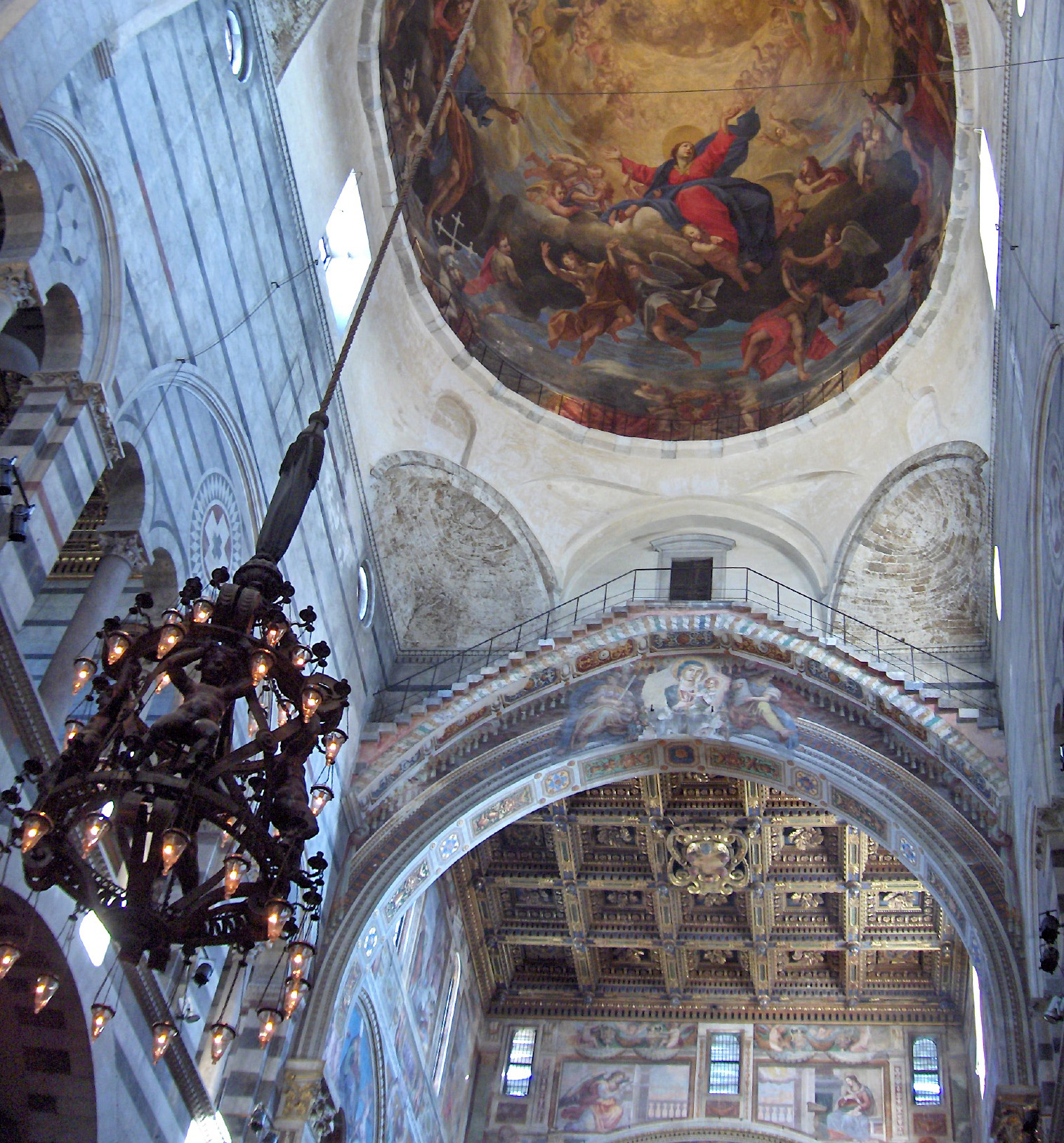
Cúpula da Catedral de Pisa com a "lâmpada de Galileu"

O trabalho teórico e experimental de Galileu sobre os movimentos dos corpos, juntamente com o trabalho amplamente independente de Kepler e René Descartes, foi um precursor da mecânica clássica desenvolvida por Sir Isaac Newton. Galileu conduziu várias experiências com pêndulos. Acredita-se popularmente (graças à biografia de Vincenzo Viviani) que eles começaram assistindo os balanços do candelabro de bronze na catedral de Pisa, usando seu pulso como um temporizador. Experimentos posteriores são descritos na obra Duas Novas Ciências. Galileu afirmou que um pêndulo simples é isócrono, ou seja, que suas oscilações sempre levam a mesma quantidade de tempo, independentemente da amplitude. De fato, isso é apenas aproximadamente verdade, como foi descoberto por Christiaan Huygens.
Galileu é menos conhecido, mas ainda creditado, por ser um dos primeiros a entender a frequência do som. Raspando um cinzel em velocidades diferentes, ele vinculava a afinação do som produzido ao espaçamento dos saltos do cinzel, uma medida de frequência. Em 1638, Galileu descreveu um método experimental para medir a velocidade da luz, organizando que dois observadores, cada um com lanternas equipadas com persianas, observem as lanternas um do outro a alguma distância. O primeiro observador abre o obturador da lâmpada e, o segundo, ao ver a luz, abre imediatamente o obturador da sua própria lanterna. O tempo entre o primeiro observador abrir o obturador e ver a luz da lâmpada do segundo observador indica o tempo que leva para a luz viajar entre os dois observadores. Galileu relatou que, quando tentou isso a uma distância de menos de um quilômetro, não conseguiu determinar se a luz apareceu ou não instantaneamente. Em algum momento entre a morte de Galileu e 1667, os membros da Accademia del Cimento de Florença repetiram o experimento a uma distância de cerca de uma milha e obtiveram um resultado igualmente inconclusivo.

#### Corpos em queda
Uma biografia de Galileu feita por seu aluno, Vincenzo Viviani, afirmou que ele havia jogado bolas do mesmo material, mas de massas diferentes, da Torre Inclinada de Pisa para demonstrar que o tempo de descida era independente da massa. Isto era contrário ao que Aristóteles havia ensinado: que objetos pesados caem mais rápido que objetos mais leves, em proporção direta ao peso. Embora essa história tenha sido recontada em relatos populares, o próprio Galileu não relata tal experimento e geralmente é aceito pelos historiadores que foi no máximo um experimento mental que realmente não ocorreu. Uma exceção é Drake, que argumenta que o experimento aconteceu, mais ou menos como Viviani descreveu. O experimento descrito foi realmente realizado por Simon Stevin (vulgarmente conhecido como Stevinus) e Jan Cornets de Groot, embora o edifício usado tenha sido a torre da igreja em Delft em 1586. No entanto, a maioria de seus experimentos com corpos em queda foram realizados usando planos inclinados, onde as questões de tempo e resistência do ar eram muito reduzidas. Em qualquer caso, observações de objetos de tamanhos semelhantes de diferentes pesos caíram na mesma velocidade são documentadas em obras tão antigas quanto as de João Filopono, no século VI, e das quais Galileu estava ciente.
Em Discorsi, de 1638, o personagem de Galileu, Salviati, amplamente considerado o porta-voz de Galileu, sustentava que todos os pesos desiguais cairiam com a mesma velocidade finita no vácuo. Mas isso havia sido proposto anteriormente por Lucrécio e Simon Stevin.
Galileu propôs que um corpo em queda caísse com uma aceleração uniforme, desde que a resistência do meio pelo qual ele caísse permanecesse insignificante, como no caso do vácuo. Ele também derivou a lei cinemática correta para a distância percorrida durante uma aceleração uniforme a partir do repouso — a saber, que é proporcional ao quadrado do tempo decorrido (d ∝ t 2). Antes de Galileu, Nicole d'Oresme, no século XIV, tinha derivado a lei do tempo ao quadrado para mudanças uniformemente aceleradas e Domingo de Soto havia sugerido no século XVII que corpos caindo através de um meio homogêneo seria uniformemente acelerado.
Ele também concluiu que os objetos retêm sua velocidade na ausência de impedimentos ao movimento, contradizendo assim a hipótese aristotélica geralmente aceita de que um corpo só poderia permanecer em chamados movimentos "violentos", "não naturais" ou "forçados" enquanto um agente de mudança (o "motor") continuasse a agir sobre ele. Ideias filosóficas relacionadas à inércia foram propostas por João Filopono e Jean Buridan. Galileu afirmou: "Imagine qualquer partícula projetada ao longo de um plano horizontal sem atrito; então sabemos, pelo que foi explicado mais detalhadamente nas páginas anteriores, que essa partícula se moverá ao longo do mesmo plano com um movimento uniforme e perpétuo, desde que o plano não tenha limites". Isto foi incorporado às leis do movimento de Newton (primeira lei), exceto na direção do movimento: a de Newton é reta, a de Galileu é circular (por exemplo, o movimento dos planetas em torno do Sol, que segundo ele, e diferentemente de Newton, ocorre na ausência de gravidade).

### Teoria das marés

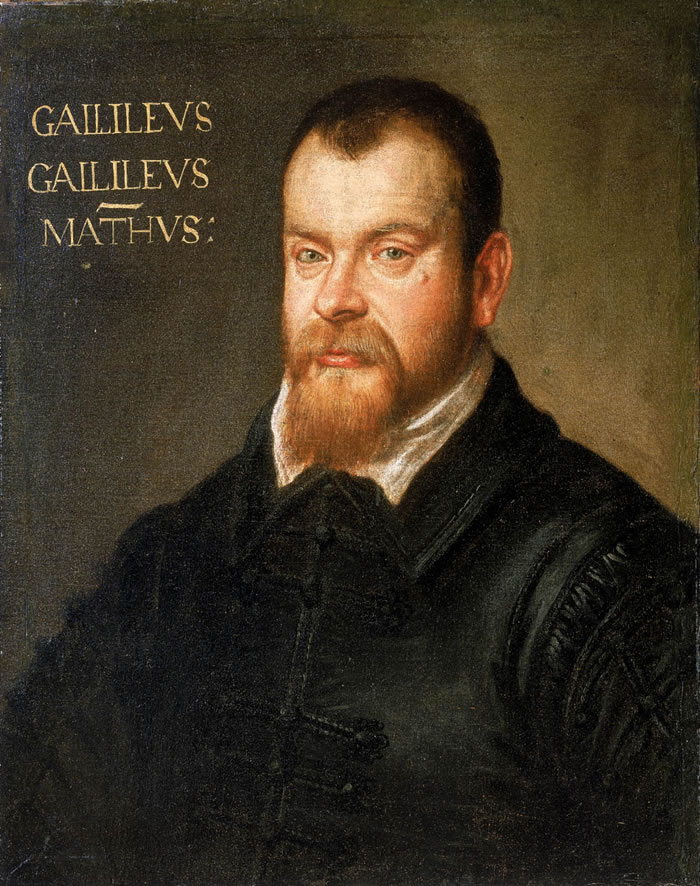
Galileu Galilei, retrato de Domenico Tintoretto

O cardeal Bellarmine havia escrito em 1615 que o sistema copernicano não poderia ser defendido sem "uma verdadeira demonstração física de que o Sol não circunda a Terra, mas a Terra circunda o Sol". Galileu considerava sua teoria das marés para fornecer tal evidência. Essa teoria era tão importante para ele que, originalmente, ele pretendia chamar seu Diálogo nos Dois Principais Sistemas Mundiais de Diálogo no Maré e no Mar.
Para Galileu, as marés eram causadas pelo deslizamento da água nos mares, quando um ponto na superfície da Terra acelerava e desacelerava devido à rotação da Terra em seu eixo e à revolução em torno do Sol. Ele circulou seu primeiro relato das marés em 1616, dirigido ao cardeal Orsini.
Se essa teoria estivesse correta, haveria apenas uma maré alta por dia. Galileu e seus contemporâneos estavam cientes dessa inadequação, porque há duas marés altas diárias em Veneza, em vez de uma, com cerca de 12 horas de diferença. Galileu descartou essa anomalia como resultado de várias causas secundárias, incluindo a forma do mar, sua profundidade e outros fatores. Albert Einstein mais tarde expressou a opinião de que Galileu desenvolveu seus "argumentos fascinantes" e os aceitou acriticamente por um desejo de prova física do movimento da Terra. Galileu também rejeitou a ideia, conhecida desde a antiguidade e por seu contemporâneo Johannes Kepler, de que a Lua causava a maré. Galileo também teve nenhum interesse nas órbitas elípticas dos planetas propostas por Kepler.

### Controvérsia sobre cometas eIl Saggiatore
Em 1619, Galileu se envolveu em uma controvérsia com o padre Orazio Grassi, professor de matemática no Colégio Romano. Começou como uma disputa sobre a natureza dos cometas, mas quando Galileu publicou Il Saggiatore, em 1623, havia se tornado uma controvérsia muito mais ampla sobre a própria natureza da ciência. A página frontal do livro descreve Galileu como filósofo e "Matematico Primario" do Grão-Duque da Toscana.
Como Il Saggiatore contém uma riqueza de ideias de Galileu sobre como a ciência deve ser praticada, foi referido como seu manifesto científico. No início de 1619, o padre Grassi publicou anonimamente um panfleto, Uma Disputa Astronômica sobre os Três Cometas do Ano de 1618, que discutia a natureza de um cometa que apareceu no final de novembro do ano anterior. Grassi concluiu que o cometa era um corpo ígneo que se movia ao longo de um segmento de um grande círculo a uma distância constante da Terra.
Os argumentos e conclusões de Grassi foram criticados em um artigo subsequente, Discurso sobre os Cometas, publicado sob o nome de um dos discípulos de Galileu, um advogado florentino chamado Mario Guiducci, embora tenha sido amplamente escrito pelo próprio Galileu. Galileu e Guiducci não ofereceram nenhuma teoria definitiva sobre a natureza dos cometas, embora eles apresentassem algumas tentativas de conjecturas que agora são conhecidas por estarem erradas. (A abordagem correta para o estudo de cometas foi proposta na época por Tycho Brahe.) Na passagem inicial, o Discurso de Galileu e Guiducci insultou gratuitamente o jesuíta Christoph Scheiner, e várias observações não-elogiosas sobre os professores do Colégio Romano foram espalhadas por todo o trabalho. Os jesuítas ficaram ofendidos e Grassi logo respondeu com uma polêmica obra própria, O Equilíbrio Astronômico e Filosófico, sob o pseudônimo de Lothario Sarsio Sigensano, alegando ser um dos seus próprios alunos.
Il Saggiatore foi a resposta devastadora de Galileu ao Equilíbrio Astronômico. Foi amplamente reconhecido como uma obra-prima da literatura polêmica na qual os argumentos de "Sarsi" são submetidos a um desprezo minguante. Foi recebido com grande aclamação e agradou particularmente o novo papa, Urbano VIII, a quem fora dedicado. Em Roma, na década anterior, Barberini, o futuro Urbano VIII, havia ficado ao lado de Galileu e da Academia Linceana.
A disputa de Galileu com Grassi alienou permanentemente muitos dos jesuítas que antes eram solidários com suas ideias e Galileu e seus amigos estavam convencidos de que esses jesuítas foram os responsáveis por provocar sua condenação posterior. No entanto, a evidência para isso é, na melhor das hipóteses, ambígua.

### Controvérsia sobre o heliocentrismo

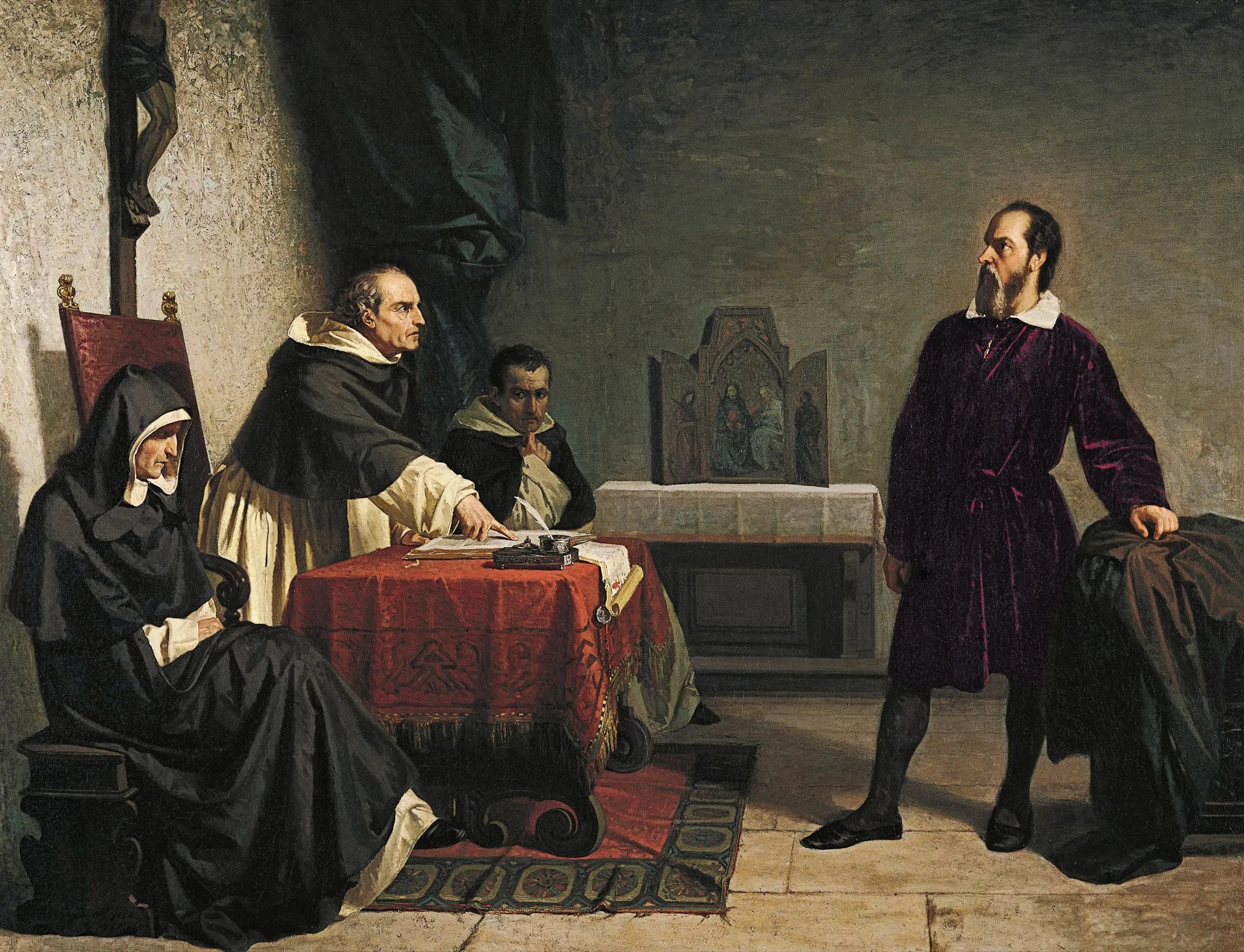
Galileu de frente para a Inquisição Romana, pintura de Cristiano Banti (1857)

Em todo o mundo anterior ao conflito de Galileu com a Igreja, a maioria das pessoas instruídas subscrevia a visão geocêntrica aristotélica de que a Terra era o centro do universo e que todos os corpos celestes giravam em torno da Terra ou do sistema ticônico, que misturava geocentrismo com heliocentrismo.
A oposição ao heliocentrismo e os escritos de Galileu combinaram objeções científicas e religiosas. A oposição científica veio de Tycho Brahe e de outros e surgiu do fato de que, se o heliocentrismo fosse verdade, um paralaxe estelar anual deveria ser observado, embora não existisse tal evidência na época. (Somente em 1838 Friedrich Bessel foi capaz de observá-lo com precisão.) Copérnico e Aristarco postularam corretamente que a paralaxe era insignificante porque as estrelas estavam muito distantes. No entanto, Tycho respondeu que, como as estrelas pareciam ter um tamanho angular mensurável, se as estrelas estivessem tão distantes e seu tamanho aparente fosse devido ao seu tamanho físico, elas seriam muito maiores que o Sol. (De fato, não é possível observar o tamanho físico de estrelas distantes sem telescópios modernos). No sistema de Tycho, as estrelas eram um pouco mais distantes que Saturno e o Sol e as estrelas eram comparáveis em tamanho.
A oposição religiosa ao heliocentrismo surgiu de referências bíblicas como o Salmo 93:1, 96:10 e 1 Crônicas 16:30, que incluem texto afirmando: "O mundo também está estabelecido. Não pode ser movido". Da mesma maneira, o Salmo 104:5 diz: "Ele (o Senhor) lançou os fundamentos da terra, para que não se movesse para sempre". Além disso, Eclesiastes 1:5 declara: "O sol também nasce, e o sol se põe, e corre para o seu lugar onde nasce", e Josué 10:14 afirma: "Sol, fique parado em Gibeão ...".
Galileu defendeu o heliocentrismo com base em suas observações astronômicas de 1609 (Sidereus Nuncius 1610). Em dezembro de 1613, a Grã-duquesa Cristina de Florença confrontou um dos amigos e seguidores de Galileu, Benedetto Castelli, com objeções bíblicas ao movimento da Terra. Segundo Maurice Finocchiaro, isto foi feito de maneira amigável e graciosa, por curiosidade. Induzido por esse incidente, Galileu escreveu uma carta a Castelli na qual argumentava que o heliocentrismo não era realmente contrário aos textos bíblicos e que a Bíblia era uma autoridade sobre fé e moral, não sobre ciência. Esta carta não foi publicada, mas circulou amplamente. Dois anos depois, Galileu escreveu uma carta para Cristina, que expandiu seus argumentos anteriormente feitos em oito páginas para quarenta páginas.
Em 1615, os escritos de Galileu sobre heliocentrismo haviam sido submetidos à Inquisição Romana pelo padre Niccolò Lorini, que alegava que Galileu e seus seguidores estavam tentando reinterpretar a Bíblia, o que era visto como uma violação do Concílio de Trento e parecia perigosamente com o protestantismo. Lorini citou especificamente a carta de Galileu a Castelli. Galileu foi a Roma para defender a si mesmo e a suas ideias copernicanas e bíblicas. No início de 1616, o monsenhor Francesco Ingoli iniciou um debate com Galileu, enviando-lhe um ensaio contestando o sistema copernicano. Galileu afirmou mais tarde que acreditava que este ensaio tivesse sido fundamental na ação contra o copernicanismo que se seguiu. Segundo Maurice Finocchiaro, Ingoli provavelmente foi contratado pela Inquisição para escrever uma opinião de especialista sobre a controvérsia e o ensaio forneceu a "principal base direta" para as ações da Inquisição.
O ensaio focalizou dezoito argumentos físicos e matemáticos contra o heliocentrismo. Ele tomou emprestado principalmente dos argumentos de Tycho Brahe e mencionou notavelmente o argumento dele de que o heliocentrismo exigia que as estrelas fossem muito maiores que o Sol. Ingoli escreveu que a grande distância para as estrelas na teoria heliocêntrica "prova claramente ... que as estrelas fixas são desse tamanho, pois podem superar ou igualar o tamanho do círculo de órbita da própria Terra". O ensaio também incluiu quatro argumentos teológicos, mas Ingoli sugeriu que Galileu se concentrasse nos argumentos físicos e matemáticos, e ele não mencionou as ideias bíblicas de Galileu. Em fevereiro de 1616, uma comissão inquisitorial declarou o heliocentrismo: "tolo e absurdo em filosofia e formalmente herético, pois contradiz explicitamente em muitos termos o sentido da Sagrada Escritura". A Inquisição concluiu que a ideia do movimento da Terra "recebe o mesmo julgamento em filosofia e ... em relação à verdade teológica, é pelo menos errônea na fé".
O papa Paulo V instruiu o cardeal Bellarmine a entregar essa descoberta a Galileu e a ordená-lo a abandonar a opinião de que o heliocentrismo era fisicamente verdadeiro. Em 26 de fevereiro, Galileu foi chamado à residência de Bellarmine e ordenado a: "abandonar completamente ... a opinião de que o sol fica parado no centro do mundo e a Terra se move e, a partir de agora, não a sustenta, ensina ou defende de qualquer maneira, seja oralmente ou por escrito."
O decreto da Congregação do Index proibiu De Revolutionibus, de Copérnico, e outros trabalhos heliocêntricos até a correção. As instruções de Bellarmine não proibiram Galileu de discutir o heliocentrismo como uma ideia matemática e filosófica, desde que ele não advogasse por sua verdade física.
Durante a década seguinte, Galileu ficou bem longe da controvérsia. Ele reviveu seu projeto de escrever um livro sobre o assunto, incentivado pela eleição do cardeal Maffeo Barberini como papa Urbano VIII em 1623. Barberini era amigo e admirador de Galileu, e se opôs à advertência de Galileu em 1616. O livro resultante de Galileu, Diálogo sobre os Dois Principais Sistemas Mundiais, foi publicado em 1632, com autorização formal da Inquisição e permissão papal.
Inconscientemente ou deliberadamente, Simplicio, o defensor da visão geocêntrica aristotélica no Diálogo, era frequentemente pego em seus próprios erros e às vezes se via como um tolo. De fato, embora Galileu afirme no prefácio de seu livro que o personagem recebeu o nome de um famoso filósofo aristotélico (Simplicius em latim, "Simplicio" em italiano), o nome "Simplicio" em italiano também tem a conotação de "simplório".
A maioria dos historiadores concorda que Galileu não agiu por malícia e se sentiu surpreendido pela reação ao seu livro.
Galileu havia alienado um de seus maiores e mais poderosos apoiadores, o Papa, e foi chamado a Roma para defender seus escritos em setembro de 1632. Ele finalmente chegou em fevereiro de 1633 e foi levado ao inquisidor Vincenzo Maculani para ser acusado. Ao longo de seu julgamento, Galileu sustentou firmemente que, desde 1616, manteve fielmente sua promessa de não manter nenhuma das opiniões condenadas e, inicialmente, negou sequer defendê-las. No entanto, ele acabou sendo persuadido a admitir que, ao contrário de sua verdadeira intenção, um leitor de seu Diálogo poderia muito bem ter tido a impressão de que ele pretendia ser uma defesa do copernicanismo. Em vista da negação bastante implausível de Galileu de que ele jamais sustentou as ideias copernicanas depois de 1616 ou pretendeu defendê-las no Diálogo, seu interrogatório final, em julho de 1633, concluiu que ele era ameaçado de tortura se não dissesse a verdade, mas ele manteve sua negação apesar da ameaça.
A sentença da Inquisição foi proferida em 22 de junho em três partes essenciais:
- Galileu foi considerado "veementemente suspeito de heresia" (embora ele nunca tenha sido formalmente acusado de heresia, o que impediu que ele enfrentasse punições corporais[182]), ou seja, por ter mantido a opinião de que o Sol permanece imóvel no centro do universo, que a Terra não está no centro e se move, e que isso pode sustentar e defender uma opinião como provável depois de ter sido declarada contrária à Sagrada Escritura. Ele foi obrigado a "abjurar, amaldiçoar e detestar" essas opiniões.[183][184][185][186]
- Ele foi condenado à prisão formal, a prazer da Inquisição.[187] No dia seguinte, a pena foi comutada para prisão domiciliar, sob a qual ele permaneceu pelo resto de sua vida.[188]
- Seu Diálogo "ofensivo" foi banido; e em uma ação não anunciada no julgamento, a publicação de qualquer um de seus trabalhos foi proibida, incluindo qualquer obra que ele pudesse escrever no futuro.[189][190]

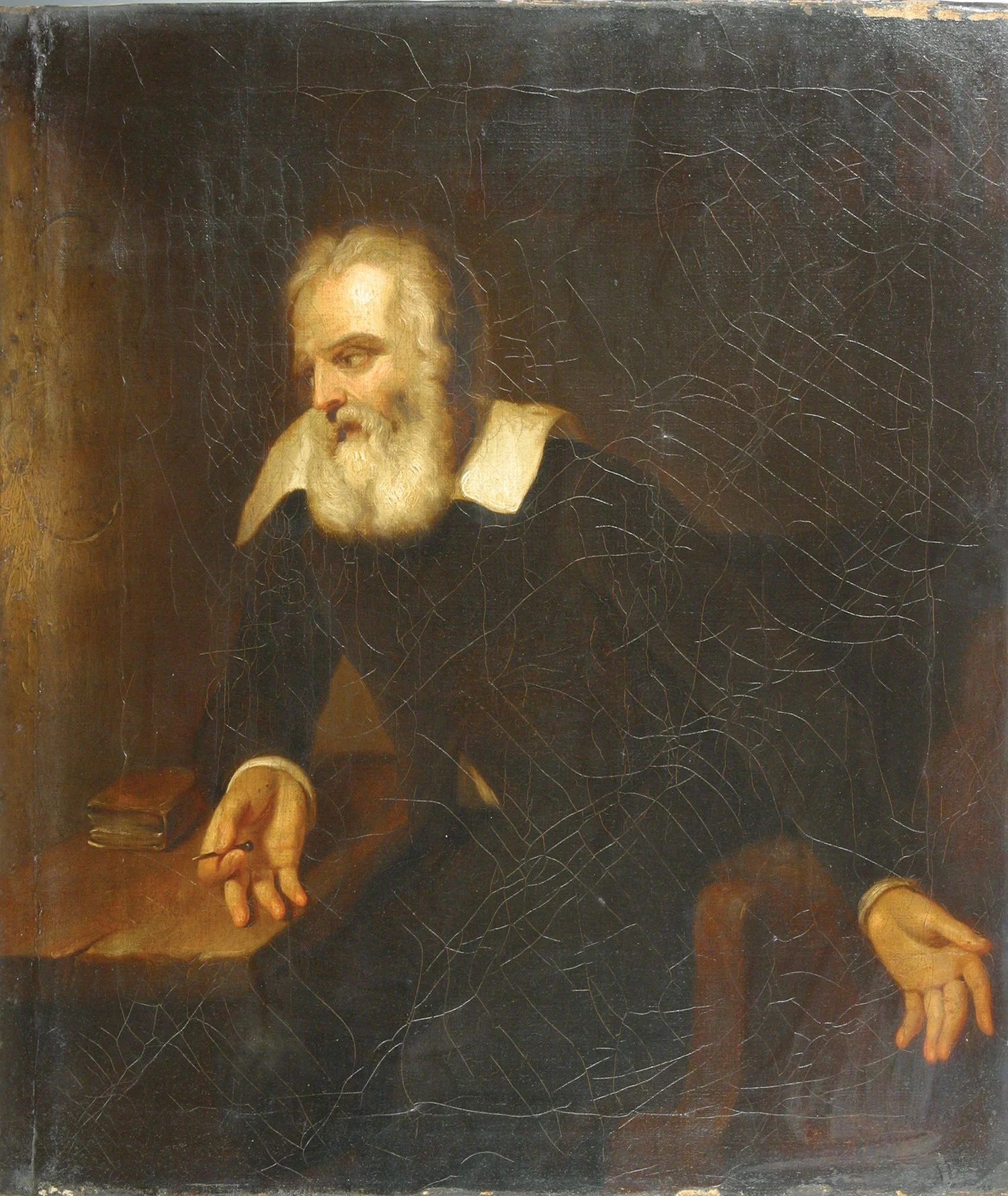
Retrato, atribuído a Murillo, de Galileu olhando para as palavras "E pur si muove" (E, no entanto, ela se move) (não legível nesta imagem) arranhado na parede da cela da prisão

Segundo a lenda popular, depois de retratar sua teoria de que a Terra se movia ao redor do Sol, Galileu supostamente murmurou a frase rebelde "E ainda assim se move". Uma pintura de 1640 do pintor espanhol Bartolomé Esteban Murillo ou um artista de sua escola, na qual as palavras foram ocultas até a restauração em 1911, retrata um Galileu encarcerado, aparentemente contemplando as palavras "E pur si muove" escritas na parede de sua masmorra. O relato escrito mais antigo conhecido da lenda data de um século após sua morte, mas Stillman Drake escreve "não há dúvida agora que as famosas palavras já eram atribuídas a Galileu antes de sua morte".
Depois de um período com o amigável Ascanio Piccolomini (o arcebispo de Siena), Galileu foi autorizado a voltar para sua casa em Arcetri, perto de Florença, em 1634, onde passou parte de sua vida em prisão domiciliar. Galileu recebeu ordem de ler os sete salmos penitenciais uma vez por semana pelos três anos seguintes. No entanto, sua filha Maria Celeste o aliviou do fardo depois de obter permissão eclesiástica para assumir o cumprimento da ordem.
Foi enquanto Galileu estava em prisão domiciliar que dedicou seu tempo a uma de suas melhores obras, Duas Novas Ciências. Aqui, ele resumiu o trabalho que havia feito cerca de quarenta anos antes, nas duas ciências agora denominadas cinemática e força dos materiais, publicadas nos Países Baixos para evitar os censores. Este livro recebeu muitos elogios de Albert Einstein. Como resultado deste trabalho, Galileu é frequentemente chamado de "pai da física moderna". Ele ficou completamente cego em 1638 e sofria de uma hérnia e insônia dolorosas, por isso foi autorizado a viajar para Florença para aconselhamento médico.
Dava Sobel argumenta que antes do julgamento de Galileu em 1633, o papa Urbano VIII havia se preocupado com as intrigas da corte e os problemas de Estado, e começou a temer perseguição ou ameaças à própria vida. Nesse contexto, Sobel argumenta que o problema de Galileu foi apresentado ao papa por membros da corte e inimigos de Galileu. Tendo sido acusado de fraqueza na defesa da igreja, Urbano reagiu contra Galileu por raiva e medo.

## Morte

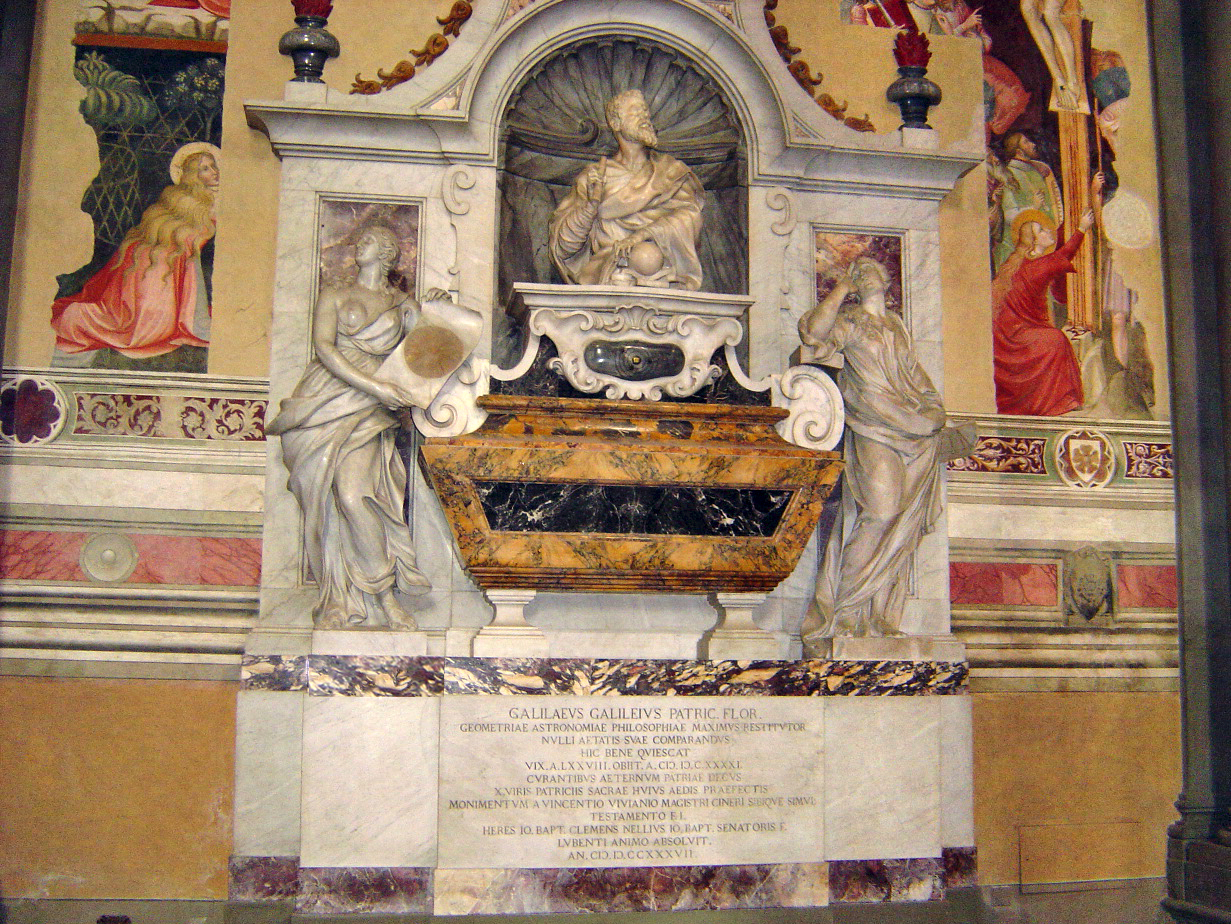
Túmulo de Galileu, Santa Croce, Florença

Galileu continuou a receber visitantes até 1642, quando, após sofrer febre e palpitações cardíacas, morreu em 8 de janeiro de 1642, aos 77 anos. O Grão-Duque da Toscana, Ferdinando II, desejava enterrá-lo no corpo principal da Basílica de Santa Cruz, ao lado dos túmulos de seu pai e de outros ancestrais, e erigir um mausoléu de mármore em sua homenagem.
Esses planos foram abandonados, no entanto, depois que o papa Urbano VIII e seu sobrinho, o cardeal Francesco Barberini, protestaram porque Galileu havia sido condenado pela Igreja Católica por "veemente suspeita de heresia". Ele foi enterrado em uma pequena sala ao lado da capela dos noviços, no final de um corredor, do transepto sul da basílica até a sacristia.
Ele foi enterrado novamente no corpo principal da basílica em 1737, depois que um monumento foi erguido lá em sua homenagem; durante essa exumação, três dedos e um dente foram removidos de seus restos mortais. Um desses dedos, o dedo médio da mão direita de Galileu, está atualmente em exposição no Museo Galileo, em Florença, Itália.

## Legado

### Reavaliações posteriores da Igreja
O caso Galileu foi amplamente esquecido após a morte dele e a controvérsia se acalmou. A proibição da Inquisição de reimprimir as obras de Galileu foi levantada em 1718, quando foi concedida permissão para publicar uma edição de suas obras (excluindo o condenado Diálogo) em Florença. Em 1741, o Papa Bento XIV autorizou a publicação de uma edição dos trabalhos científicos completos de Galileu que incluíam uma versão levemente censurada do Diálogo. Em 1758, a proibição geral contra obras que defendiam o heliocentrismo foi removida do Index Librorum Prohibitorum, embora a proibição específica de versões sem censura do Diálogo e De Revolutionibus, de Copernicus, tenha permanecido. Todos os vestígios de oposição oficial ao heliocentrismo pela igreja desapareceram em 1835, quando essas obras foram finalmente retiradas do Index.

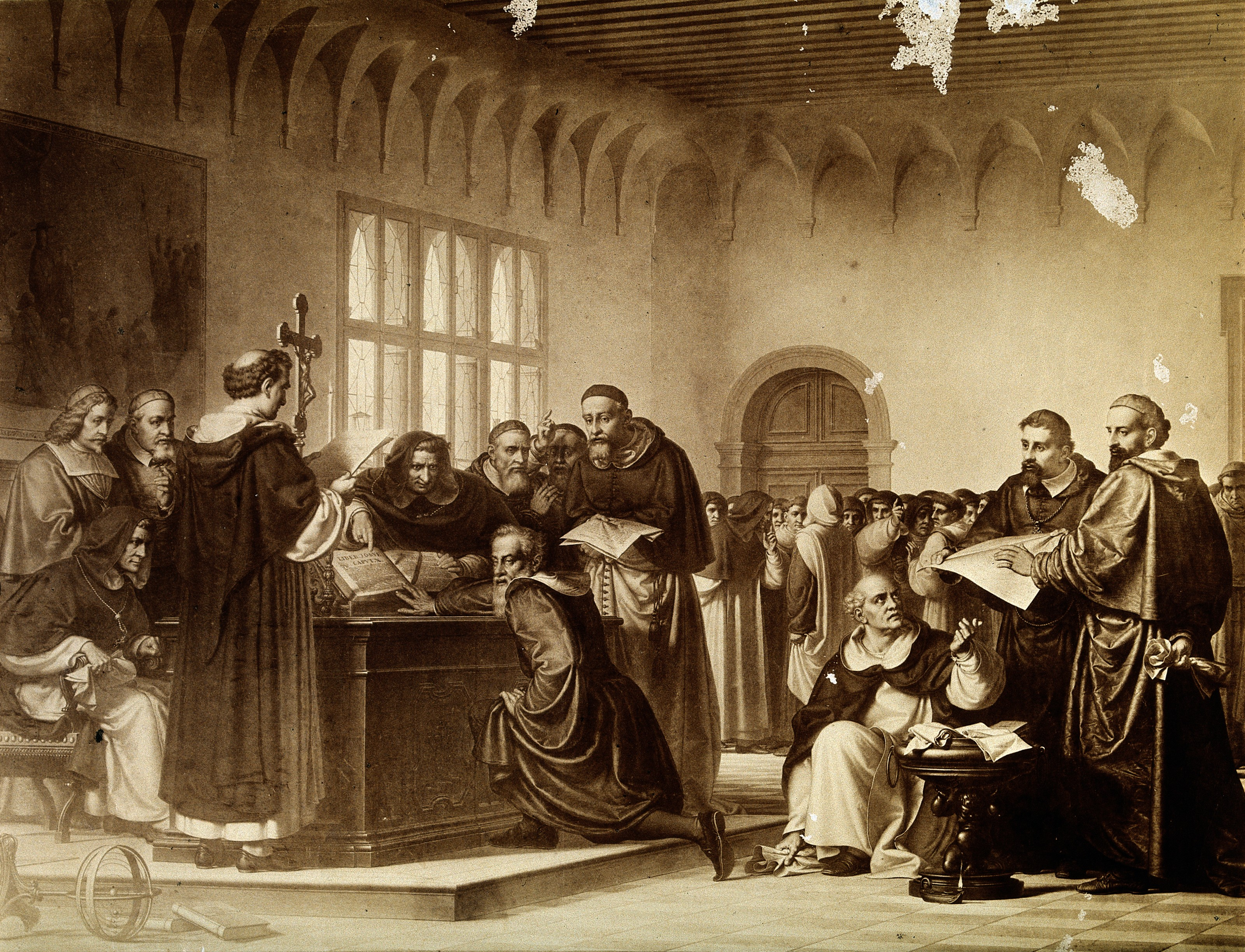
Galileu durante o seu julgamento pela Inquisição

O interesse pelo caso Galileu foi revivido no início do século XIX, quando os polemistas protestantes o usaram (e outros eventos como a Inquisição Espanhola e o mito da Terra plana) para atacar o catolicismo romano. O interesse por ele aumentou e diminuiu desde então. Em 1939, o papa Pio XII, em seu primeiro discurso na Pontifícia Academia das Ciências, poucos meses após sua eleição para o papado, descreveu Galileu como um dos "heróis mais audaciosos da pesquisa ... sem medo dos obstáculos. e os riscos a caminho, nem temeroso dos monumentos funerários". Seu conselheiro próximo de 40 anos, o professor Robert Leiber, escreveu: "Pio XII teve muito cuidado para não fechar prematuramente nenhuma porta (à ciência). Ele foi enérgico nesse ponto e lamentou isso no caso de Galileu."
Em 15 de fevereiro de 1990, em um discurso proferido na Universidade Sapienza de Roma, o cardeal Ratzinger (mais tarde Papa Bento XVI ) citou alguns pontos de vista atuais sobre o caso Galileu como formando o que ele chamou de "um caso sintomático que nos permite para ver quão profunda é a dúvida da idade moderna, da ciência e da tecnologia hoje". Algumas das opiniões que ele citou foram as do filósofo Paul Feyerabend, a quem ele citou como tendo dito: "A Igreja na época de Galileu mantinha muito mais proximidade com a razão do que o próprio Galileu e ela também levou em consideração as consequências éticas e sociais dos ensinamentos de Galileu. Seu veredicto contra Galileu foi racional e justo e a revisão desse veredicto só pode ser justificada com base no que é politicamente oportuno". O cardeal não indicou claramente se ele concordava ou discordava das afirmações de Feyerabend. Ele disse, no entanto: "Seria tolice construir uma apologética impulsiva com base nessas visões".
Em 31 de outubro de 1992, o papa João Paulo II reconheceu que a Igreja havia errado ao condenar Galileu por afirmar que a Terra gira em torno do Sol. "João Paulo disse que os teólogos que condenaram Galileu não reconheceram a distinção formal entre a Bíblia e sua interpretação".
Em março de 2008, o chefe da Pontifícia Academia de Ciências, Nicola Cabibbo, anunciou um plano para homenagear Galileu erguendo uma estátua dele dentro das paredes do Vaticano. Em dezembro do mesmo ano, durante os eventos que marcaram o 400º aniversário das primeiras observações telescópicas de Galileu, o Papa Bento XVI elogiou suas contribuições à astronomia. Um mês depois, no entanto, o chefe do Pontifício Conselho para a Cultura, Gianfranco Ravasi, revelou que o plano de erguer uma estátua de Galileu nos terrenos do Vaticano havia sido suspenso.

### Impacto na ciência moderna

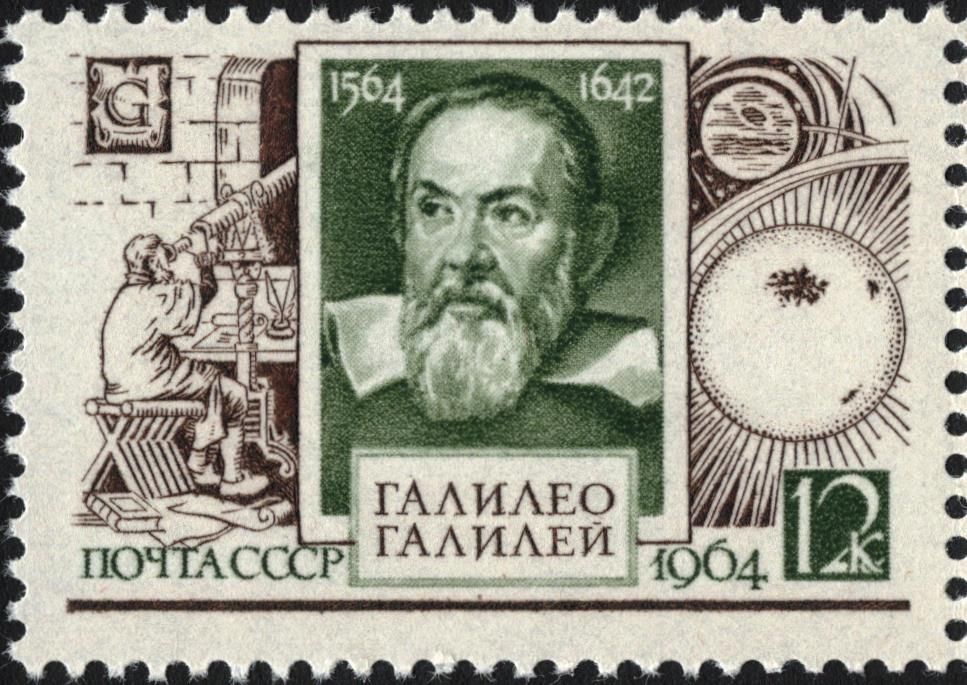
Selo comemorativo soviético em homenagem a Galileu

Segundo Stephen Hawking, Galileu provavelmente tem mais responsabilidade pelo nascimento da ciência moderna do que qualquer outra pessoa, sendo que Albert Einstein o chamou de "pai da ciência moderna".
As descobertas astronômicas e investigações de Galileu sobre a teoria copernicana levaram a um legado duradouro que inclui a categorização das quatro grandes luas de Júpiter descobertas por ele (Io, Europa, Ganimedes e Calisto) como as "luas galileanas". Outros esforços e princípios científicos têm o nome de Galileu, incluindo a sonda Galileo, a primeira sonda a entrar em órbita em torno de Júpiter, a proposta de sistema global de navegação por satélite Galileo, a transformação entre sistemas inerciais na mecânica clássica denominada transformação galileana e a Gal (unidade), às vezes conhecido como Galileo, que é uma unidade de aceleração não SI.
Em parte porque o ano de 2009 foi o quarto centenário das primeiras observações astronômicas registradas por Galileu com o telescópio, as Nações Unidas programaram-no para ser o Ano Internacional da Astronomia.  O planeta Galileu e o asteróide 697 Galilea são nomeados em sua homenagem.

### Na mídia artística e popular
Galileu é mencionado várias vezes na seção "ópera" da música "Bohemian Rhapsody, da banda Queen.
Várias peças do século XX foram escritas sobre a vida de Galileu, incluindo A Vida de Galileu (1943) pelo dramaturgo alemão Bertolt Brecht, com uma adaptação cinematográfica (1975), e Lamp At Midnight (1947) por Barrie Stavis, assim como a peça de 2008 "Galileo Galilei".
Kim Stanley Robinson escreveu um romance de ficção científica intitulado Galileo's Dream (2009), no qual o Galileu é trazido ao futuro para ajudar a resolver uma crise da filosofia científica; a história se move para frente e para trás entre a época de Galileu e um futuro distante hipotético e contém uma grande quantidade de informações biográficas.

## Escritos

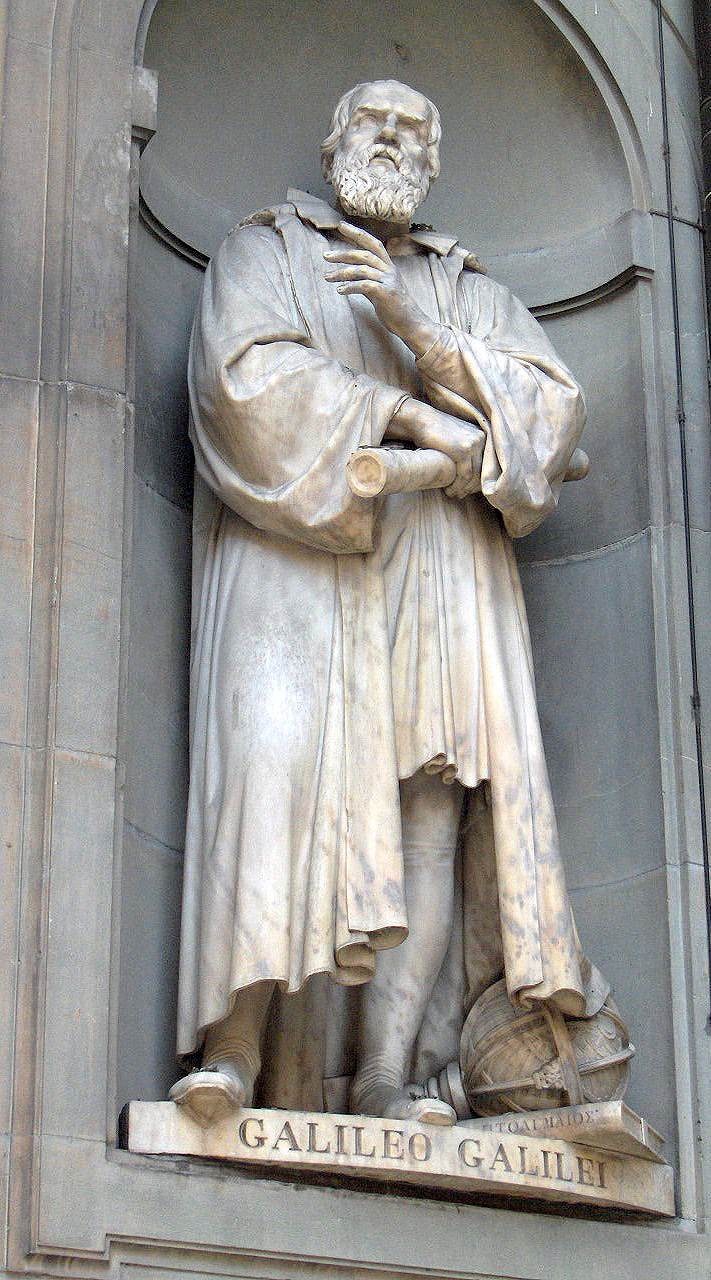
Estátua de Galileu do lado de fora de Uffizi, Florença

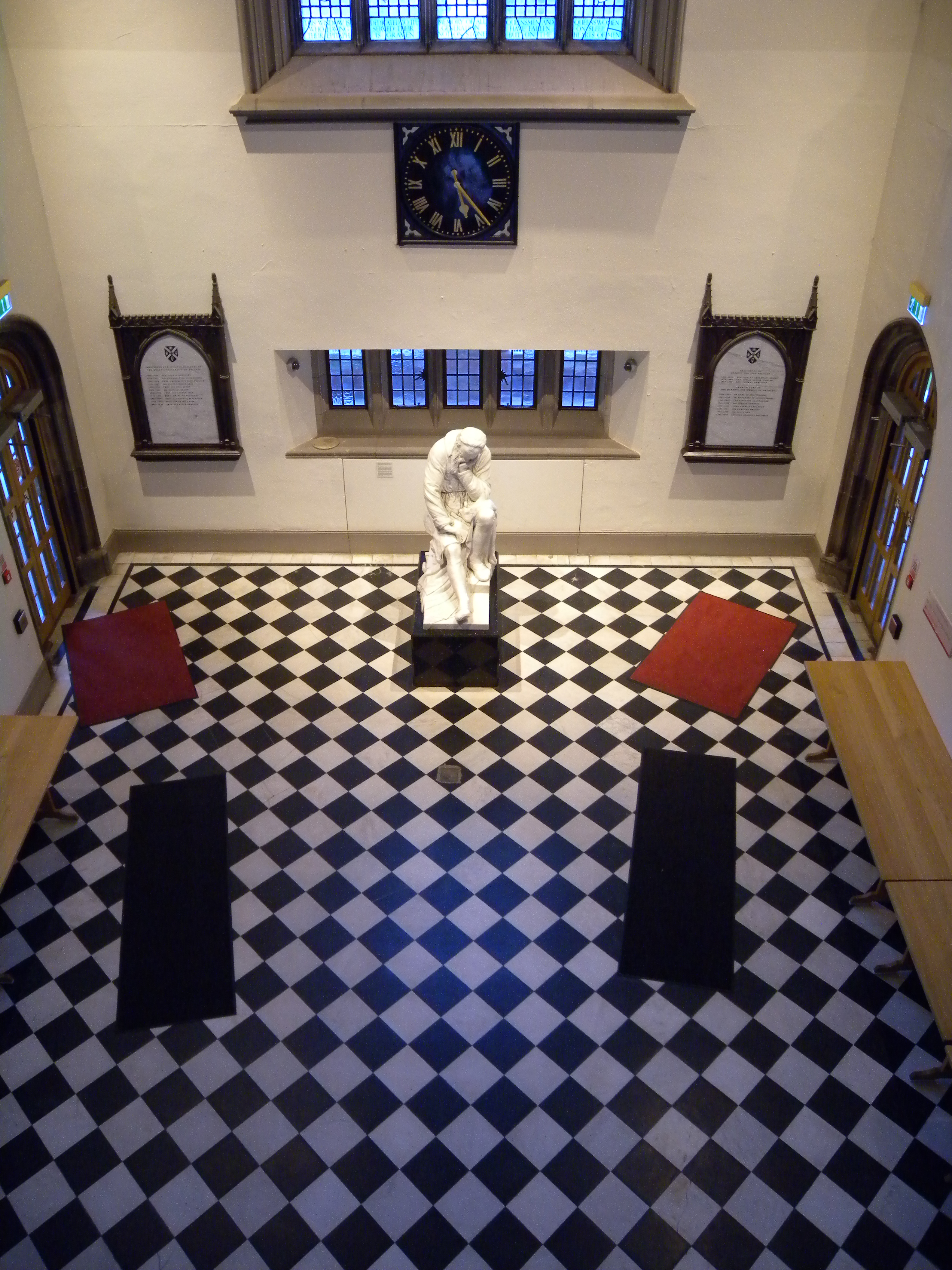
Estátua de Galileu por Pio Fedi (1815–1892) no interior do Edifício Lanyon Universidade da Rainha em Belfast. Sir William Whitla (professor de Matéria Médica 1890–1919) trouxe a estátua de volta da Itália e a doou à Universidade.

Os primeiros trabalhos de Galileu que descrevem instrumentos científicos incluem o tratado de 1586, intitulado La Billancetta, que descreve uma balança precisa para pesar objetos no ar ou na água e o manual impresso de 1606, Le Operazioni del Compasso Geometrico et Militare, sobre a operação de um sistema geométrico e uma bússola militar.
O Sidereus Nuncius de Galileu, escrito em 1610, foi o primeiro tratado científico a ser publicado com base em observações feitas através de um telescópio. Ele relatou suas descobertas de:
- as luas galileanas;
- a aspereza da superfície da Lua;
- a existência de um grande número de estrelas invisíveis a olho nu, principalmente as responsáveis pelo surgimento da Via Láctea;
- diferenças entre as aparências dos planetas e as das estrelas fixas - as primeiras aparecendo como pequenos discos, enquanto as últimas apareciam como pontos de luz não ampliados.[231]

Galileu publicou uma descrição das manchas solares em 1613, intitulada Cartas sobre as Manchas Solares sugerindo que o Sol e o céu são corruptíveis. As Cartas também relataram suas observações telescópicas de 1610 de todo o conjunto de fases de Vênus e sua descoberta dos intrigantes "apêndices" de Saturno e seu desaparecimento subsequente, ainda mais intrigante. Em 1615, Galileu preparou um manuscrito conhecido como "Carta à Grã-duquesa Christina", que não foi publicada em formato impresso até 1636. Essa carta era uma versão revisada da Carta a Castelli, denunciada pela Inquisição como uma incursão na teologia, defendendo o copernicanismo como fisicamente verdadeiro e consistente com as Escrituras. Em 1616, após a ordem da Inquisição de Galileu de não manter ou defender a posição copernicana, Galileu escreveu o "Discurso sobre as Marés" (Discorso sul flusso e o refluxo del mare) baseado na terra copernicana, na forma de um carta particular ao cardeal Orsini. Em 1619, Mario Guiducci, aluno de Galileu, publicou uma palestra escrita em grande parte por Galileu, sob o título Discurso sobre os Cometas (Discorso Delle Comete), argumentando contra a interpretação jesuíta dos cometas.
Em 1623, Galileu publicou Il Saggiatore, que atacava teorias baseadas na autoridade de Aristóteles e promovia a experimentação e a formulação matemática de ideias científicas. O livro foi muito bem-sucedido e até encontrou apoio entre os escalões mais altos da igreja cristã.

### Publicações
As principais obras escritas de Galileu são as seguintes:
- La Bilancetta (1586);[237]
- De Motu Antiquiora (c. 1590);[238]
- Le mecaniche (c. 1600);[239]
- Le operazioni del compasso geometrico et militare (1606);[240]
- Sidereus Nuncius (1610);[231]
- Discorso intorno alle cose che stanno in su l'acqua, o che in quella si muovono (1612);[241]
- Istoria e dimostrazioni intorno alle macchie solari (1613; trabalho baseado em Tre lettere sulle macchie solari, 1612);[242]
- Lettera a Madama Cristina di Lorena granduchessa di Toscana (1615; publicado em 1636);[243]
- Discorso del flusso e reflusso del mare (1616);[234]
- Discorso delle Comete (1619);[244]
- Il Saggiatore (1623);[245]
- Dialogo sopra i due massimi sistemi del mondo (1632);[246]
- Discorsi e Dimostrazioni Matematiche, intorno a due nuove scienze (1638).[247]